# Joachim Gauck

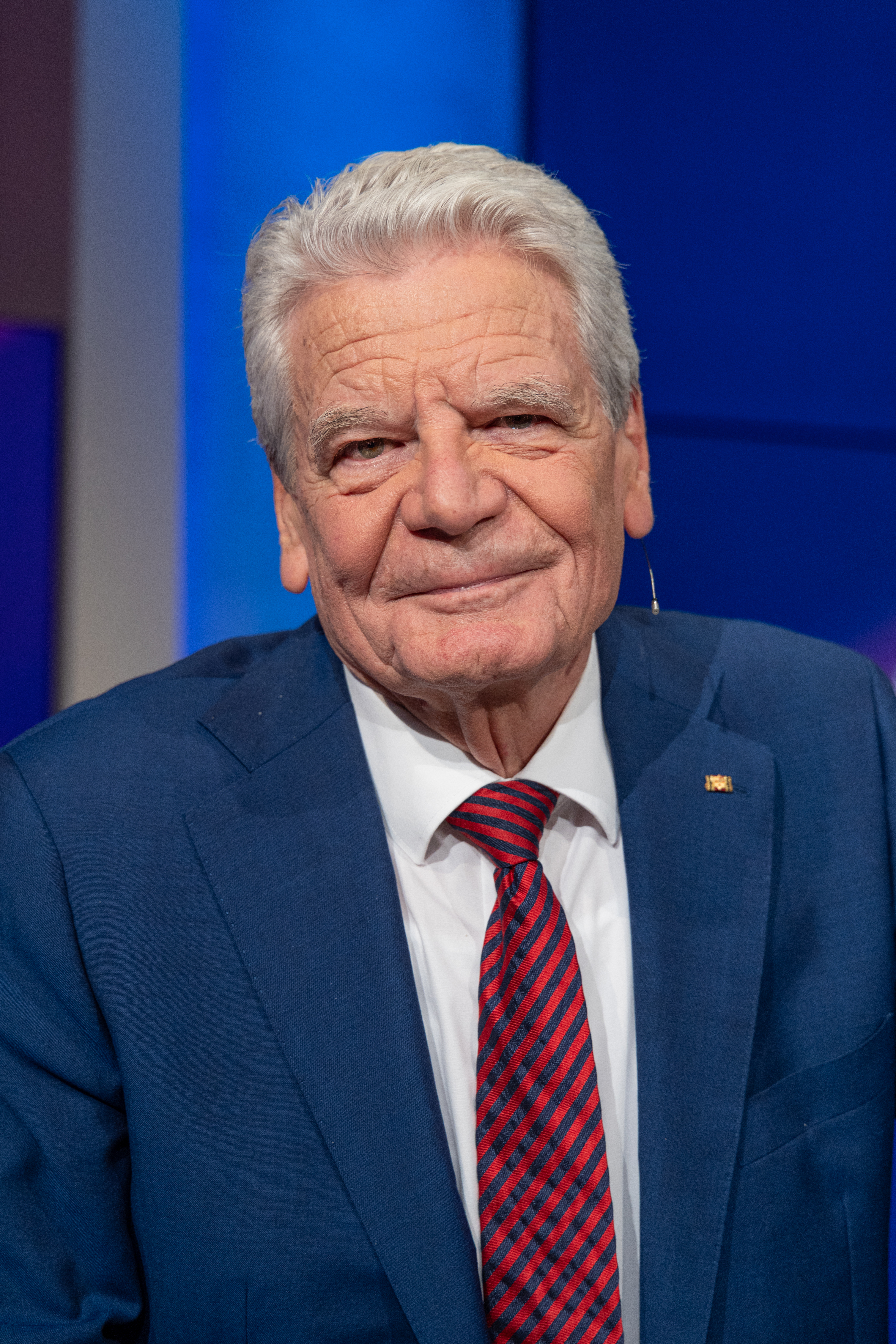
Joachim Gauck, 2023

Joachim Gauck (* 24. Januar 1940 in Rostock) ist ein deutscher Politiker und evangelischer Theologe. Er war vom 18. März 2012 bis zum 18. März 2017 der elfte Bundespräsident der Bundesrepublik Deutschland und der erste Parteilose in diesem Amt. Zu DDR-Zeiten war Gauck evangelisch-lutherischer Pastor und Kirchenfunktionär. Während des letzten Jahrzehnts der DDR leitete Gauck die Vorbereitung und Durchführung der beiden evangelischen Kirchentage 1983 und 1988 in Rostock. Im Zuge der friedlichen Revolution wurde er ein führendes Mitglied des Neuen Forums in Rostock. Die erste frei gewählte Volkskammer der DDR, der er als Abgeordneter angehörte, wählte ihn am 21. Juni 1990 zum Vorsitzenden des Sonderausschusses zur Kontrolle der Auflösung des ehemaligen MfS/AfNS. Mit der deutschen Wiedervereinigung war Gauck im Oktober 1990 kurzzeitig Mitglied des Deutschen Bundestages für das Bündnis 90.
Von Oktober 1990 bis Oktober 2000 stand Gauck als erster Bundesbeauftragter für die Stasi-Unterlagen an der Spitze der oft nach ihm benannten „Gauck-Behörde“, die die schriftliche Hinterlassenschaft des Ministeriums für Staatssicherheit (MfS) verwaltete und zugänglich machte. Nachdem ihn Marianne Birthler abgelöst hatte, engagierte sich Gauck gesellschaftspolitisch mit Vorträgen und Medienaktivitäten. Er ist einer der Initiatoren der Prager Erklärung und der Erklärung über die Verbrechen des Kommunismus. Gauck war zudem Vorsitzender des Vereins Gegen Vergessen – Für Demokratie. Er wurde mehrfach für Verdienste und Publikationen geehrt und ausgezeichnet.
Am 18. März 2012 wählte die 15. Bundesversammlung Gauck im ersten Wahlgang mit absoluter Mehrheit zum Bundespräsidenten. Zwei Jahre zuvor war er in der 14. Bundesversammlung im dritten Wahlgang noch seinem Vorgänger Christian Wulff unterlegen. Aus Altersgründen verzichtete Gauck darauf, bei der Wahl im Jahr 2017 erneut zum Bundespräsidenten zu kandidieren. Seine Amtszeit endete nach fünf Jahren am 18. März 2017.

## Werdegang

### Herkunft und Kindheit (1940–1945)
Gauck wurde 1940 in Rostock geboren. Die Eltern, Wilhelm Joachim Gauck und Olga Warremann, hatten 1938 geheiratet. Der Vater, in Dresden geboren, war Kapitän der Handelsmarine und Oberleutnant zur See der Reserve. Die Mutter, eine gelernte Bürofachfrau, arbeitete als Bürovorsteherin in einem Anwaltsbüro. Beide waren NSDAP-Mitglieder, die Mutter ab 1932, der Vater ab 1934. Sie hatten drei weitere Kinder: Marianne, Sabine und Eckart († 23. August 2013).
Seine ersten fünf Lebensjahre verbrachte Joachim Gauck meist an der Ostsee in Wustrow auf dem Fischland – zusammen mit seiner Mutter und den Geschwistern im Haus seiner Großmutter väterlicherseits. Sein Vater absolvierte 1940 sein Kapitänsexamen mit Auszeichnung. Er war im Zweiten Weltkrieg u. a. für das Aufspüren von Minen zuständig und verbrachte die Kriegszeit überwiegend in Kasernen z. B. in Stralsund. Ein halbes Jahr lebte die Familie in Gotenhafen, wo der Vater stationiert war. Zuletzt unterrichtete Wilhelm Joachim Gauck den Offiziernachwuchs in Navigation und Gesetzeskunde an der Marineschule Mürwik, wo er bei Kriegsende in britische Kriegsgefangenschaft geriet.
Vom Bombenkrieg war der bei Kriegsende fünfjährige Gauck in Wustrow kaum betroffen. Nachdem Mecklenburg zur sowjetischen Besatzungszone gehört hatte, wurde das unmittelbar an der Ostsee gelegene Haus von Gaucks Großmutter von der Roten Armee zu militärischen Zwecken requiriert und musste später zu einem sehr niedrigen Mietzins an einen Großbetrieb verpachtet werden, der dort urlaubende Mitarbeiter unterbrachte.
Ende 1945 zog die Mutter mit den damals noch drei Kindern zu den eigenen Eltern nach Rostock.

### Schulzeit (1946–1958)
Ab 1946 besuchte Gauck in Rostock eine Grundschule, dann das heutige Innerstädtische Gymnasium, damals eine Oberschule, bis zum Abitur 1958.
Der Vater kehrte im Sommer 1946 kurz vor Gaucks Einschulung aus der Kriegsgefangenschaft zurück und arbeitete dann als Arbeitsschutzinspektor für Schifffahrt auf der Rostocker Neptun Werft. Bei einem Verwandtenbesuch in Wustrow wurde er am 27. Juni 1951 von zwei Männern aufgesucht und unter dem Vorwand, es habe auf der Werft einen schweren Unfall gegeben, bei dem er helfen müsse, mit einem Auto abgeholt. Für die nächsten Jahre war er für die Familie spurlos verschwunden. Alle Nachforschungen bei der Volkspolizei, der Kriminalpolizei und der Staatssicherheit blieben ergebnislos. Eingaben an staatliche Stellen und Gesuche an Wilhelm Pieck seien erfolglos geblieben.
Erst in der beginnenden Tauwetter-Periode nach Stalins Tod erfuhr die Familie im September 1953, dass sich der Vater in einem sibirischen Arbeitslager befand. Es war möglich, Briefkontakt mit ihm aufzunehmen.
Gauck und seine beiden Geschwister seien zur totalen Ablehnung des politischen Systems der DDR erzogen worden, dem das Verschwinden des Vaters angelastet wurde:

„Das Schicksal unseres Vaters wurde zur Erziehungskeule. Die Pflicht zur unbedingten Loyalität gegenüber der Familie schloss auch die kleinste Form der Fraternisierung mit dem System aus. Das machen wir nicht, vermittelte uns die Mutter unmissverständlich. Ich hatte dieses Gebot so verinnerlicht, dass ich nicht einmal mehr durch die Freizeitangebote der FDJ in Versuchung geriet. Dafür lebte ich in dem moralisch komfortablen Bewusstsein: Wir sind die Anständigen. Intuitiv wehrte ich das Werben des Regimes für die Akzeptanz seiner moralischen und politischen Ziele ab, denn über uns hatte es Leid und Unrecht gebracht.“

Den Volksaufstand vom 17. Juni 1953 beschrieb Gauck in seinen autobiographischen Aufzeichnungen als „elektrisierendes Erlebnis“. Auch auf der nahen Neptun-Werft streikten 5000 Arbeiter und forderten den Rücktritt der Regierung. Trotz der Niederschlagung des Aufstands erinnerte sich Gauck an eine vorübergehende Lockerung des streng „klassenkämpferischen“ Kurses im Schulalltag.
Der Vater kam im Oktober 1955 (nach über vier Jahren Arbeitslager) extrem geschwächt aus dem sowjetischen Lagersystem zurück. Es dauerte ein ganzes Jahr, bis er wieder als Lotse arbeiten konnte. Ihn hatte nach seinem Verschwinden ein geheim tagendes sowjetisches Militärtribunal in Schwerin zu zweimal 25 Jahren Freiheitsentzug verurteilt: „Die ersten 25 Jahre wegen Spionage – für einen Brief, den er von Fritz Löbau erhalten hatte, seinem ehemaligen Vorgesetzten auf der Rosslauer Werft, mit dem er 1947 Schnellboote für die Sowjets erprobt hatte. Löbau hatte sich in den Westen abgesetzt und meinen Vater zu einem Besuch nach West-Berlin eingeladen, fünfzig Mark Reisegeld lagen dem Brief bei. Obwohl mein Vater nicht reagiert hatte, wurde ihm die Einladung beziehungsweise diese Bekanntschaft zum Verhängnis; Löbau soll mit dem französischen Geheimdienst zusammengearbeitet haben.“ Als Beweisstück für die Verurteilung zu weiteren 25 Jahren wegen „antisowjetischer Hetze“ soll eine bei Gaucks Vater gefundene nautische Fachzeitschrift westlicher Herkunft gedient haben, die aber ganz legal mit der Post bezogen worden war. Der Vater war in ein sibirisches Arbeitslager gekommen. Bereits nach einem Jahr als „invalidisiert“ eingestuft, habe er nur noch relativ leichte Arbeiten verrichten müssen.
Die Rückkehr des Vaters war eine Folge der Moskauer Verhandlungen von Bundeskanzler Konrad Adenauer; sie änderte nichts an der ablehnenden Haltung der ganzen Familie gegenüber der SED-Regierung. Gauck resümierte später, er sei „mit einem gut begründeten Antikommunismus aufgewachsen“.

### Studium und Pastorenamt (1958–1989)
Die bis zur Errichtung der Berliner Mauer noch vorhandene Möglichkeit, die DDR zu verlassen, nutzte Gauck zu Reisen in den „Westen“, sah als Fünfzehnjähriger Paris, war auf Fahrradtour in Schleswig-Holstein unterwegs und besuchte häufig West-Berlin. Nach eigenen Angaben habe er jedoch nicht ernsthaft an ein „Rübermachen“ gedacht.

„Meine Heimat liebte ich seriös, meinen Westen wie eine Geliebte.“

Ein Jahr nach dem Abitur heirateten Joachim Gauck und seine Schulfreundin Gerhild „Hansi“ Radtke. Die kirchliche Trauung vollzog am 22. August 1959 sein Onkel, der Güstrower Domprediger Gerhard Schmitt.

„Er war die Richtschnur in Joachims Leben, sagt Schmitts Sohn Jörn-Michael.“

 Gaucks Berufschancen waren in der DDR beschränkt. Sein Wunschberuf Journalist schied unter DDR-Bedingungen für ihn von vornherein aus. Gauck entschied sich, von seinem Onkel bestärkt, gegen eine Lehre und für ein Theologiestudium, das er von 1958 bis 1965 in Rostock absolvierte. Dabei ging es ihm nach eigenem Bekunden anfänglich nicht um die Qualifizierung für eine Pfarrstelle, sondern vornehmlich um philosophischen Erkenntniszuwachs und Argumente gegen den obrigkeitlich verordneten Marxismus-Leninismus. Dafür boten die theologischen Fakultäten in der DDR einen Freiraum.

„Mein Weg zur Theologie war in der DDR nicht ungewöhnlich. Vor und nach mir haben sich viele aus ähnlichen Motiven für diesen Beruf entschieden – was das starke Engagement vieler Pastoren beim politischen Aufbau 1989 erklärt. […] Anders als die elterliche oder die staatliche Autorität bot der Glaube die Möglichkeit, sich einer Wahrheit anzuvertrauen, die von niemandem befohlen und von niemandem genommen werden konnte. Er vermittelte eine geheimnisvolle Kraft, die uns befähigte, den Minderheitenstatus durchzuhalten, mutig zu bleiben, wo andere sich schon angepasst hatten, und Anständigkeit, Treue und Glauben für wichtiger zu halten als Wohlstand, Karriere oder öffentlichen Erfolg.“

Nachdem die DDR im Jahr 1962 die Wehrpflicht eingeführt hatte, entging Gauck, dessen Jahrgang ohnehin überwiegend nicht eingezogen wurde, als immatrikulierter Student der Einberufung. Nach seiner Heirat und den Geburten seiner Söhne 1960 und 1962, aber auch aufgrund von Schwierigkeiten im Studium, geriet er in eine Orientierungskrise. Eine Studienverlängerung wurde ihm 1964 erst nach nervenärztlicher Begutachtung bewilligt. Auch nach Abschluss des Studiums hatte sich Gauck noch nicht für den Pfarrberuf entschieden. Erst während seines Vikariats in Laage stellte sich bei Gauck nach eigenen Angaben im Kontakt mit den Gemeindemitgliedern das Zutrauen ein, dem Pastorenamt als Person und im Glauben gewachsen zu sein.

„In der Begegnung mit den Gemeindemitgliedern aber habe ich die Angst verloren, vom Zweifel verschlungen zu werden. Ich konnte geistlich wachsen und selbst etwas ausstrahlen. Ich lernte, dass Glaube eigentlich ein Dennoch-Glaube ist, ein Glaube auch gegen den Augenschein; und dass es erlaubt ist, mit dem Zweifel in den Kreis der Glaubenden einzutreten, auch mit dem Zweifel zu leben und zu predigen. Ohne diese Erfahrung hätte ich das Leben als Pastor wohl nicht ausgehalten, denn oft gelangte ich an die Grenzen meiner theologischen Möglichkeiten.“

Nach seiner Ordination arbeitete er ab 1967 in der Evangelisch-Lutherischen Landeskirche Mecklenburgs als Pastor im ländlichen und vergleichsweise religiös geprägten Lüssow und ab 1971 in Rostock-Evershagen, wo Gauck nach eigenen Angaben erfolgreich in der Missionsarbeit und als Kreis- und Stadtjugendpfarrer tätig war.
Seit 1974 beobachteten Mitarbeiter des Ministeriums für Staatssicherheit (MfS) die Aktivitäten Gaucks. Demnach hatte er einem Inoffiziellen Mitarbeiter (IM) gegenüber zum Beispiel im Mai 1974 die Regierung der DDR als „Clique“ bezeichnet, „die gemeinsam mit dem MfS und der NVA das Volk unterjocht“. Über einen Friedensgottesdienst 1982 heißt es: „G. zog in seiner Predigt zum Thema Wahrheit, Wahrhaftigkeit, Frieden Vergleiche zum Faschismus in Deutschland und unserer sozialistischen Entwicklung in der DDR.“ Die Stasi-Offiziere empfahlen die „Einleitung von gezielten Zersetzungsmaßnahmen“. Über die tatsächliche Durchführung von Zersetzungsmaßnahmen gegen Gauck ist nichts bekannt. Zu dem guten Dutzend fundamentaloppositioneller Gruppen, die sich seit Mitte der 1980er Jahre in Mecklenburg und Vorpommern zusammenfanden, hatte er keinen Kontakt.

### Kirchentag 1988
Zwischen 1982 und 1990 war Gauck Leiter der Kirchentagsarbeit in Mecklenburg. Der Kirchentag 1988 (Motto: „Brücken bauen“) stand bereits unter dem Eindruck der Reformen des sowjetischen Parteichefs Michail Gorbatschow. Man wollte nach Gaucks Angaben die SED mit der Forderung zu einem Dialog ohne Beschränkung zwingen, die Parteispitze sollte sich zu den in Kirchenkreisen intensiv diskutierten Umwelt-, Friedens- und Menschenrechtsthemen äußern. Ein Höhepunkt auf diesem Kirchentag war nach hürdenreicher Einladung eine Ansprache des Altbundeskanzlers Helmut Schmidt von der Kanzel der Rostocker Marienkirche.
Sowohl die Führung der evangelischen Landeskirche als auch Gauck wollten weder Ausreisewilligen eine spektakuläre Bühne geben noch Protestaktionen unterstützen. Der teilnehmende oppositionelle Heiko Lietz wurde im Vorfeld erst als Leiter einer Themengruppe eingesetzt, als er sich bei Gauck beklagte. Laut einem Zwischenbericht des MfS vom 26. August 1987 sei Gauck „an keinen Themen interessiert […], die sich offen gegen die staatlichen Verhältnisse in der DDR richten. […] Obwohl in politischer Hinsicht zwischen „Larve“ (Gauck) und Lietz im Wesentlichen gleiche Zielstellungen bestehen, unterscheiden sie sich aber wesentlich im methodischen Vorgehen“.

### Einschätzungen der Stasi und aus dem Blickwinkel anderer Personen
Staatssicherheits-Hauptmann Terpe suchte nach dem Kirchentag Gauck zu einem längeren Gespräch auf, worüber der sich angeblich „angenehm überrascht“ zeigte. Terpe notierte anschließend, dieses Gespräch werde Gauck dazu veranlassen, „seine Haltung zum MfS zu überdenken“, konstatierte aber auch, dass Gauck „zu einem ständigen regelmäßigen Kontakt nicht bereit ist, da es seiner Grundauffassung widerspreche und es zu viele Dinge gibt, die zwischen uns stehen“. Im November 1988 beschloss das MfS die Einstellung des gegen Gauck gerichteten Operativen Vorgangs Larve: „Im Rahmen der Vorgangsbearbeitung wurde ein maßgeblicher Beitrag zur Disziplinierung von Larve erreicht. Aufgrund des Bearbeitungsstandes kann eingeschätzt werden, dass von ihm derzeit keine Aktivitäten ausgehen werden, die eine weitere Bearbeitung im OV erforderlich machen.“
Als der Bürgerprotest gegen die DDR-Obrigkeit in der zweiten Oktoberhälfte 1989 auch im Norden des Landes zur Massenbewegung wurde, hielt Gauck am 19. Oktober in Rostock eine Predigt zum Propheten Amos, in der er „tötende Selbstgerechtigkeit“ der „rettenden Gerechtigkeit“ gegenüberstellte. Im Ergebnis plädierte er auch für ein Bleiben in der DDR: „Die, die uns verlassen, hoffen nicht mehr.“ Gauck sah in der Revolution von 1989 ein ihn prägendes Erlebnis und bezeichnete die Losung „Wir sind das Volk!“ als Übersetzung der in der Französischen Revolution angelegten Ideale von Freiheit, Gleichheit, Brüderlichkeit in den Protest gegen das SED-Regime. Die Parole habe Bürgersinn geweckt. Sie habe bewusst gemacht, dass Menschen nicht die Verfügungsmasse einer scheinbar ewig sicheren Macht seien, „sondern dass wir es sind, die das Sagen haben“. Man habe sich gefragt: „Bin ich das? Sind wir das? Sind wir tatsächlich so mutig, wir landläufigen Feiglinge?“

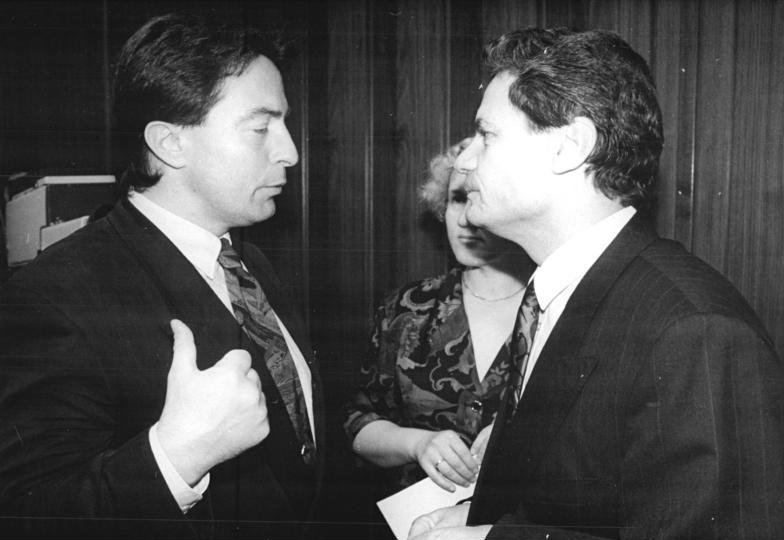
Peter-Michael Diestel und Gauck in der Volkskammer (1990)

Gaucks eigene Aussagen zu seinem damaligen Verhältnis zu den staatlichen Organen der DDR und speziell zum MfS wurden im Jahr 2000 von Peter-Michael Diestel, dem letzten DDR-Innenminister im Kabinett de Maizière, in Frage gestellt. Diestel brachte in die Debatte eidesstattliche Erklärungen ehemaliger MfS- und SED-Funktionäre ein, wonach Gauck ein „Begünstigter des DDR-Regimes“ gewesen sei, aufgrund des Indizes, dass Gaucks Söhne Christian und Martin – gegen den Willen ihres Vaters – die DDR verlassen und besuchsweise auch wieder einreisen durften. Vor dem Oberlandesgericht Rostock unterlag Gauck mit seiner Klage gegen die Aussage Diestels („Begünstigter der Stasi“); sie einigten sich aber außergerichtlich.
Der DDR-Bürgerrechtler und Der Freitag-Mitherausgeber Wolfgang Ullmann (1929–2004) bestritt jegliche Form der Zusammenarbeit Gaucks mit der Stasi; er schrieb: „Gauck hat sich an die in der Landeskirche Mecklenburg geltende Regelung gehalten, Gespräche mit dem MfS der Kirchenleitung mitzuteilen und damit jede Konspiration zu unterbinden. Wenn Diestel das bestreiten will, trägt er dafür die Beweislast, nicht etwa Gauck.“ Auch die Bestimmungen des Stasiunterlagengesetzes über Begünstigte des MfS träfen auf Gauck nicht zu.
Der DDR-Oppositionelle Hans-Jochen Tschiche kritisierte die Betitelung Gaucks als „Bürgerrechtler“ in den Medien und sagte, Gauck sei der Oppositionsbewegung nicht aufgefallen. Heiko Lietz, ebenso Mitbegründer des Neuen Forums, sagte, er sei zur Kunstfigur aufgebaut worden, wofür man ihn nicht verantwortlich machen könne. Gauck „lehnte diesen Staat ab. Er war verlässlich“, aber als sich landesweit die Opposition vernetzte, illegal, mit Risiken, sei Gauck nicht dabei gewesen und auch nicht in der Friedensbewegung verwurzelt. Die ehemalige Dissidentin Vera Lengsfeld erwiderte dagegen, dass auf alle, die im Herbst 1989 Widerstand gegen das SED-Regime leisteten, der Begriff „Bürgerrechtler“ angewandt worden sei, und widersprach insbesondere Tschiche deutlich. Insofern trage „Gauck ihn mit Recht“. Auch der Bürgerrechtler Werner Schulz stufte ihn als Bürgerrechtler ein. Der Journalist Gerhard Rein bezeichnete ihn als „Bürgerrechtler der letzten Stunde“. Die Times beschrieb ihn als ehemaligen Dissidenten: „a former east German dissident priest, regarded by many as a moral authority.“

### Abgeordneter in der Volkskammer der DDR (1990)
Gauck trat bei der Volkskammerwahl am 18. März 1990 im Bezirk Rostock für die Listenverbindung Bündnis 90 an, zu der das Neue Forum (NF) gehörte, und wurde knapp gewählt. Als Abgeordneter beschäftigte er sich vorrangig mit der Rolle der Stasi in der DDR. Innerhalb des NF setzte sich der seit Oktober 1989 vom täglichen Kirchendienst freigestellte Gauck für eine staatliche Einheit Deutschlands ein. Am 31. Mai 1990 begründete Gauck in der Volkskammer den Antrag „zur Einsetzung des Sonderausschusses zur Kontrolle der Auflösung des MfS/AfNS“. Vertreter der Bürgerkomitees wurden mit beratender Stimme in die Ausschussarbeit einbezogen. In der konstituierenden Sitzung des Sonderausschusses wurde Gauck am 21. Juni 1990 zum Vorsitzenden gewählt.
Eines der zentralen Probleme in der Zuständigkeit des Ausschusses war nach Gaucks Darstellung die personelle Zusammensetzung des seit Februar 1990 bestehenden staatlichen Komitees zur Auflösung des MfS/AfNS. Er habe sich bemüht, ehemaligen MfS-Angehörigen als Kennern der Materie vertrauenswürdige Vertreter aus den Bürgerkomitees an die Seite zu stellen und sich gegen westdeutsche Forderungen nach Überführung des Stasi-Aktenmaterials ins Koblenzer Bundesarchiv gestellt, auch die erwogene Vernichtung dieser Unterlagen unterband er. Gauck sah die Akten als wichtiges Gut für die künftige Gestaltung der Demokratie wie auch als unverzichtbare Grundlage für den Rechtsanspruch der geschädigten Bürger auf Rehabilitation und die Nachweismöglichkeit von erlittenem Unrecht. Er wurde so zu einem der Initiatoren des Gesetzes über die Sicherung und Nutzung der personenbezogenen Daten des ehemaligen Ministeriums für Staatssicherheit/Amtes für Nationale Sicherheit, das am 24. August 1990 von der Volkskammer beschlossen wurde.

### Beauftragter für die Stasi-Unterlagen (1990–2000)

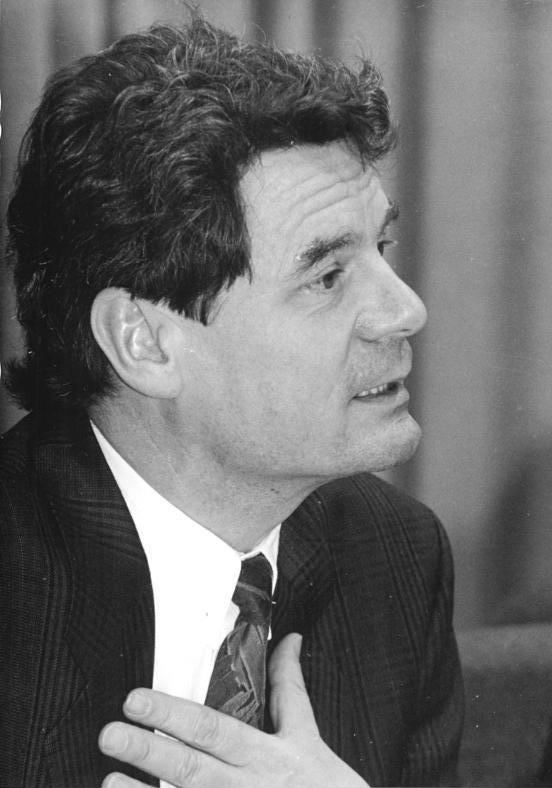
Joachim Gauck im Dezember 1990

Am 28. September wurde Gauck in der letzten Arbeitssitzung der Volkskammer zum Sonderbeauftragten für die personenbezogenen Unterlagen des ehemaligen Staatssicherheitsdienstes der DDR gewählt und am 3. Oktober 1990, dem Tag des Beitritts der DDR zur Bundesrepublik Deutschland, von Bundespräsident Richard von Weizsäcker und Bundeskanzler Helmut Kohl als Sonderbeauftragter der Bundesregierung für die personenbezogenen Unterlagen des ehemaligen Staatssicherheitsdienstes in dieser Funktion bestätigt.
Sein Mandat als einer der 144 Abgeordneten, die die Volkskammer gemäß Art. 42 des Einigungsvertrages zur Entsendung in den 11. Deutschen Bundestag gewählt hatte, legte Gauck daraufhin am 4. Oktober 1990 nieder. Damit ist er bis heute der Abgeordnete mit der kürzesten Amtsperiode. Aus dem Dienst als Pastor in der mecklenburgischen Landeskirche wurde er im November 1990 auf seinen eigenen Antrag hin entlassen.
Als Sonderbeauftragter residierte Gauck zunächst mit nur drei Mitarbeitern im frei gewordenen Komplex des SED-Zentralkomitees in der Behrenstraße, bevor die Behörde in einen vor 1989 vom Innenministerium der DDR genutzten Gebäudekomplex in der Glinkastraße umzog.
Bei der Übernahme der Stasi-Angestellten, auf die sich bereits das staatliche Auflösungskomitee gestützt hatte, verfolgte man laut Gauck einen pragmatischen Kurs: „Auf einige konnte man aufgrund ihrer Spezialkenntnisse nicht verzichten, andere hatten sich in der Übergangszeit nicht arrogant und gehässig, sondern kooperativ und freundlich gegen die Bürgerrechtler verhalten. Ich bat also meine Vertrauenspersonen in Berlin und in den Bezirken, mir die Namen derjenigen zu nennen, die für eine Übernahme in Frage kämen, und zwar Archivfachleute und Techniker. Diese Bitte sollte später wiederholt Gegenstand heftiger Polemiken werden.“
Seine Hauptzuständigkeit sah Gauck als Nicht-Jurist in einer politischen Richtlinienkompetenz, nicht aber im konkreten Behördenaufbau. Zu seinem Stellvertreter machte Gauck den vormaligen Referatsleiter beim bayerischen Landesbeauftragten für den Datenschutz und späteren Verfassungsschutz- und BND-Präsidenten Hansjörg Geiger. Anfang 1991 begann die ausländische Presse, Gauck wahrzunehmen. Die New York Times widmete ihm am 20. Januar einen ersten Artikel:

„Herr Gauck ist der offizielle Wächter über Millionen von Akten, die über die letzten vierzig Jahre von Agenten der inzwischen aufgelösten Ostdeutschen Geheimpolizei, der Stasi, gesammelt worden waren. Sein ruhiges Beharren, dass die Deutschen sich der Wahrheit über die Stasi stellen müssen, machte ihn für manche zum Helden, speziell für die Opfer der kommunistischen Führer, die Ostdeutschland bis zum letzten Jahr regierten. Andere jedoch, darunter auch einige prominente Politiker in Bonn, wünschen ihm nichts Gutes.“

Mit Inkrafttreten des Stasi-Unterlagengesetzes am 2. Januar 1992 wechselte die Bezeichnung dieses Amtes noch einmal: Gauck war jetzt Bundesbeauftragter für die Unterlagen des Staatssicherheitsdienstes der ehemaligen DDR. Am gleichen Tag wurde interessierten Betroffenen auf Antrag erstmals Akteneinsicht durch die Gauck-Behörde gewährt. In den ersten hundert Tagen wurden nach seinen Angaben 420.000 Anträge auf private Akteneinsicht und 130.000 Anträge auf Überprüfung von Personen im öffentlichen Dienst gestellt.
In seiner Amtszeit kam es zu einem Rechtsstreit zwischen der von Gauck geführten Behörde und dem Ministerpräsidenten von Brandenburg, Manfred Stolpe. Das Verwaltungsgericht Berlin entschied am 3. Juni 1993, dass Gauck nicht länger behaupten darf, Stolpe sei ein wichtiger inoffizieller Mitarbeiter der Staatssicherheit gewesen. Die Forderung Stolpes, Gauck alle bisher wertenden Äußerungen zu verbieten, lehnte das Gericht ab.
Erfolglos wandte sich Gauck dagegen, die am 31. Dezember 1997 auslaufende Verjährungsfrist für mittelschwere Straftaten aus DDR-Zeiten zu verlängern. Die bisherige Verlängerung hatte aus seiner Sicht keinen hinreichenden Erfolg gehabt. Ein Jahr später sprach er sich aber auch dagegen aus, die Aufarbeitung der DDR-Vergangenheit zu beenden, da noch immer eine große Zahl von Anträgen auf Akteneinsicht in seiner Behörde unbearbeitet geblieben waren.
Gaucks erste Amtszeit dauerte bis 1995. Am 21. September wurde er vom Deutschen Bundestag mit großer Mehrheit für weitere fünf Jahre als Bundesbeauftragter bestätigt. Da für diese Funktion per Gesetz nur zwei Amtszeiten vorgesehen waren, räumte Gauck seinen Platz als Behördenchef am 10. Oktober 2000 für seine Nachfolgerin Marianne Birthler. Die Kurzform „Gauck-Behörde“, hernach auch „Birthler-Behörde“, bürgerte sich aufgrund des sperrigen offiziellen Titels ein.
Kritisiert wurde Gauck für die Beschäftigung von Stasi-Mitarbeitern in seiner Behörde. Damit setzt sich ein vertrauliches „Gutachten über die Beschäftigung ehemaliger MfS-Angehöriger bei der BStU“ auseinander, das von Hans H. Klein und Klaus Schroeder 2007 im Auftrag des Kulturstaatsministers Bernd Neumann erstellt und durch WikiLeaks publiziert wurde. Für 1991 rechneten sie mit mindestens 79 ehemaligen Stasimitarbeitern, darunter fünf ehemaligen sogenannten Inoffiziellen Mitarbeitern: „Nahezu alle ehemaligen MfS-Bediensteten hatten in den ersten Jahren des Aufbaus der Behörde die Möglichkeit des Missbrauchs. Sie konnten Akten vernichten, verstellen oder herausschmuggeln, denn sie hatten als Wachschützer, als Archivare, als Magazinmitarbeiter oder als Rechercheure zum Teil ungehinderten und unbeaufsichtigten Zugang zu erschlossenem, aber auch zu unerschlossenem Material.“ Aussagen Gaucks und des damaligen Direktors Busse gegenüber der Bundesregierung, „beim Bundesbeauftragten wurden am 1. Januar 1997 noch 15 ehemalige hauptamtliche Mitarbeiter des MfS als Angestellte bzw. als Arbeiter beschäftigt“, wiesen die Gutachter Klein und Schroeder als „falsch“ zurück, da zu dieser Zeit mindestens 46 solche Personen beschäftigt gewesen seien, darunter ehemalige Wach- und Personenschützer des MfS, drei frühere Mitglieder des MfS-Wachregiments sowie weitere 16 ehemalige Hauptamtliche, die unerwähnt blieben. Die Behördenleitung wies den Vorwurf mit Blick auf die damalige Praxis anderer Behörden zurück. Roland Jahn, der zweite Nachfolger Gaucks als Behördenchef, betrieb die Trennung von solchen Mitarbeitern und nannte die Beschäftigung ehemaliger Stasi-Angehöriger einen „Schlag ins Gesicht der Opfer“.
Im Wintersemester 1999/2000 gab Gauck im Rahmen einer Gastprofessur Vorlesungen zum Thema „1989 – Vom Untertan zum Bürger“ an der Medizinischen Universität zu Lübeck.

### Nach dem Ausscheiden aus der „Gauck-Behörde“ (2000–2012)

#### Journalistische Tätigkeit und politisches Engagement

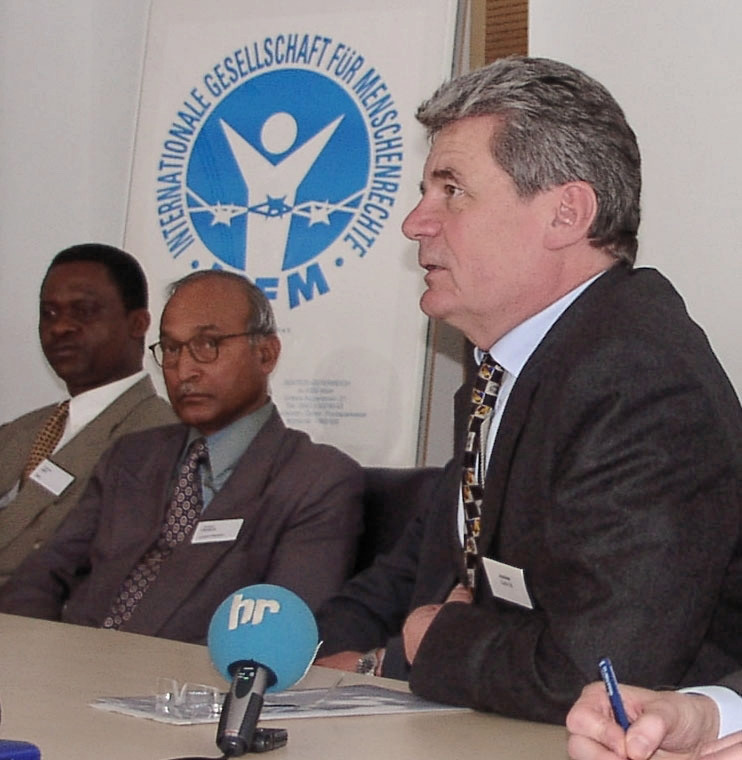
Gauck bei einer IGFM-Pressekonferenz (2002)

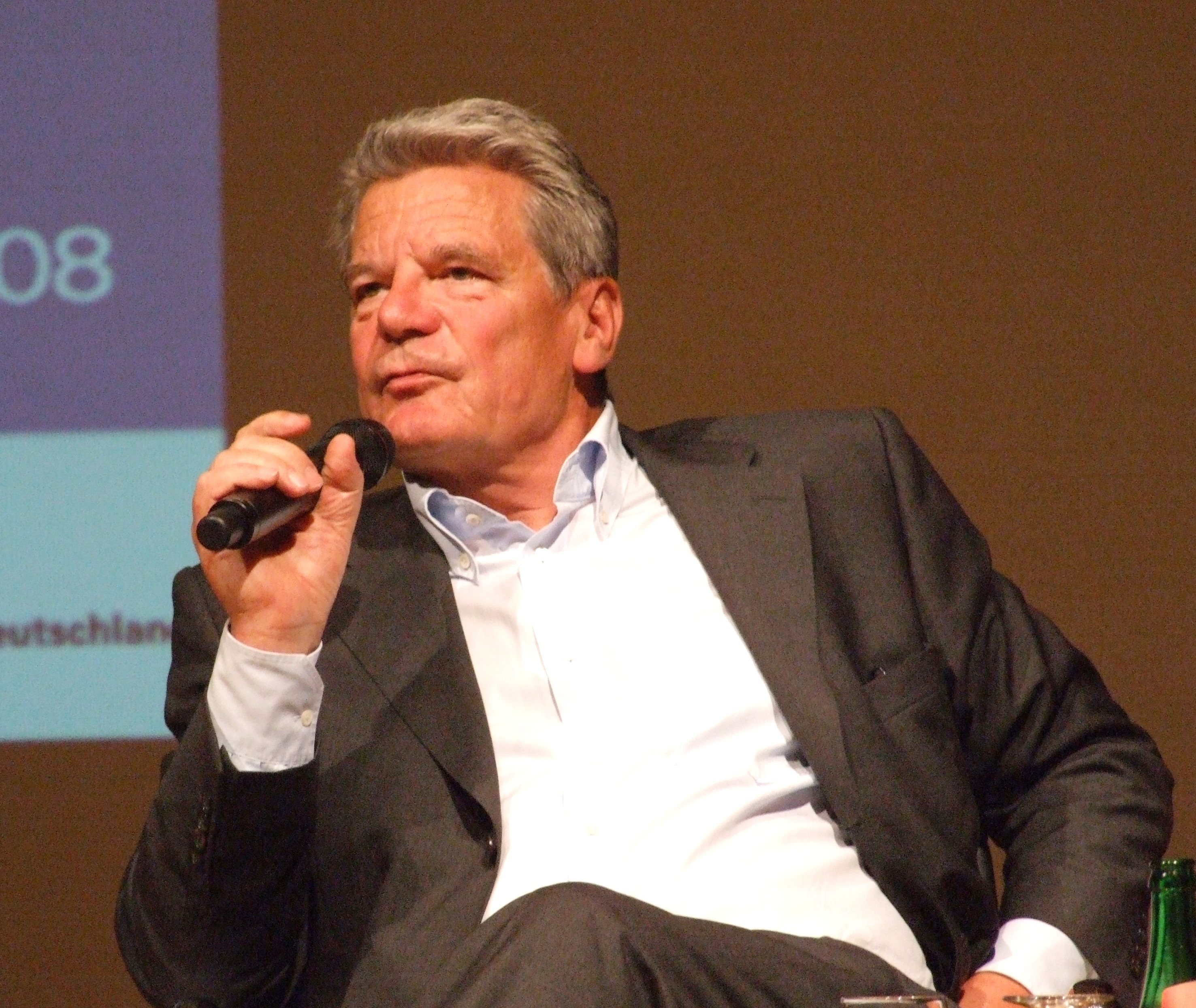
Joachim Gauck bei der Eröffnung des Geschichtswettbewerbs des Bundespräsidenten 2008 in Nordrhein-Westfalen

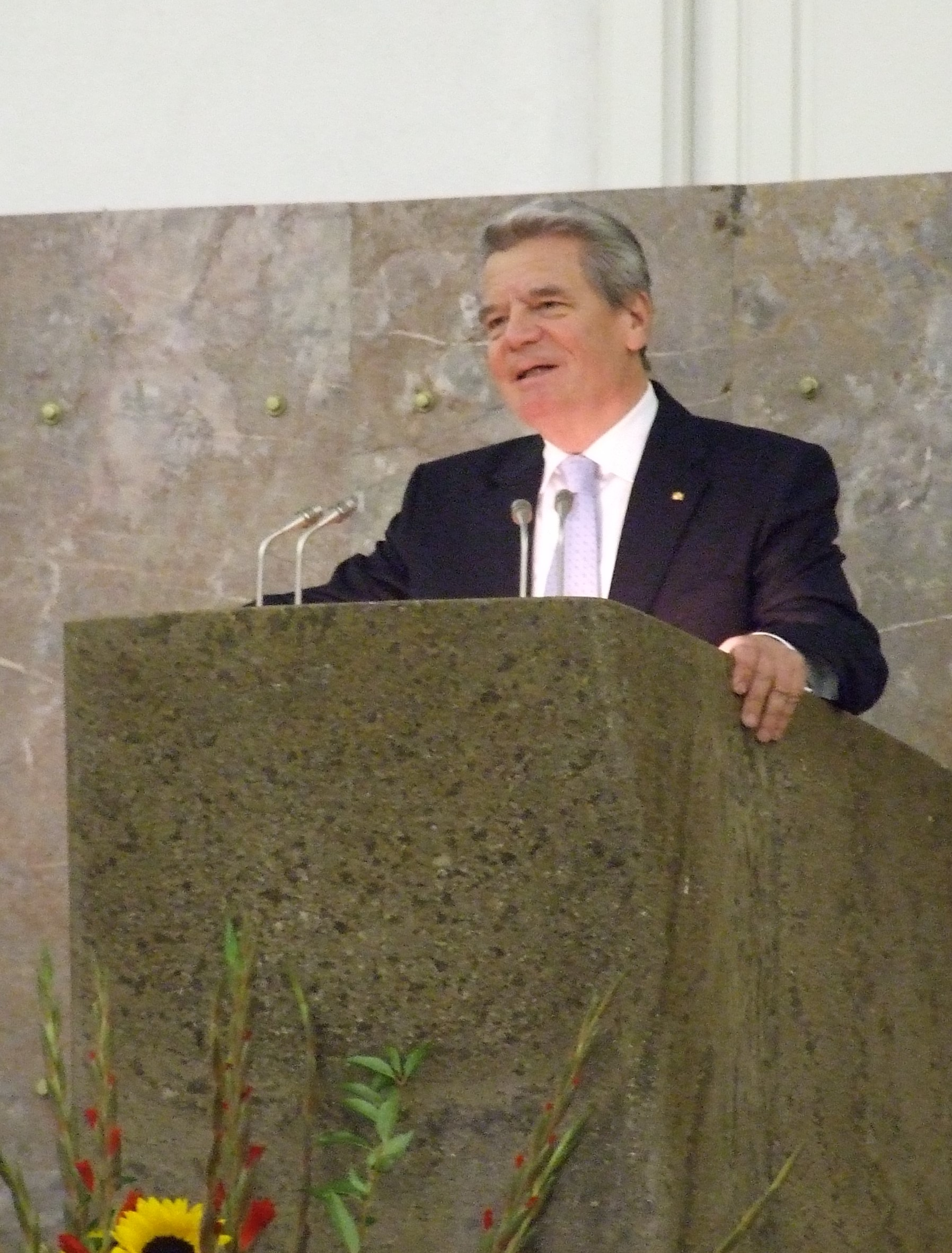
Rede am Vorabend des Nationalfeiertages in der Paulskirche in Frankfurt am Main im Jahre 2009

Gauck trat in den zehn Jahren bis zu seiner Kandidatur für das Amt des Bundespräsidenten als Redner und Diskussionsteilnehmer bei verschiedenen Veranstaltungen und Talkshows auf. Von Januar bis November 2001 moderierte er im Ersten die 14-täglich ausgestrahlte WDR-Sendung Joachim Gauck.
Gauck war von 2003 bis zu seiner Wahl zum Bundespräsidenten Vorsitzender des Vereins Gegen Vergessen – Für Demokratie, der sich für die Auseinandersetzung mit dem Nationalsozialismus und der SED-Diktatur einsetzt. Nach seiner Wahl trat er von diesem Ehrenamt zurück. Er plädiert für die Errichtung eines Zentrums gegen Vertreibungen in Berlin.
Er ist einer der Erstunterzeichner der Prager Erklärung von 2008 und der Erklärung über die Verbrechen des Kommunismus von 2010.
Gauck ist Mitglied des Vereins Atlantik-Brücke und war Mitglied im Senat der Deutschen Nationalstiftung.
Von 2001 bis 2004 war Gauck als Vertreter Deutschlands ehrenamtliches Mitglied des Verwaltungsrates der Europäischen Stelle zur Beobachtung von Rassismus und Fremdenfeindlichkeit in Wien. Er gehört zu den Referenten des Studienzentrums Weikersheim sowie des Veldensteiner Kreises.
Seit 2007 war er ehrenamtlich als Vorsitzender des Unabhängigen Gremiums zur Klärung von Stasi-Fragen des Deutschen Olympischen Sportbundes tätig. Mit dem Amtsantritt als Bundespräsident ist er aus dieser Tätigkeit ausgeschieden.

#### Kandidatur für das Amt des Bundespräsidenten 2010
Gauck wurde auf Vorschlag der Vorsitzenden von SPD und Bündnis 90/Die Grünen für die Bundespräsidentenwahl am 30. Juni 2010 nominiert. Bereits zur Wahl des deutschen Bundespräsidenten 1999 war er als Kandidat diskutiert worden, damals allerdings nur innerhalb der CSU und auch nicht über das Stadium von „Vorüberlegungen“ hinaus.
Die Kandidatur 2010 stieß bei einigen früheren Mitstreitern Gaucks auf Kritik. Gleichzeitig warb eine Initiative für die Wahl von Joachim Gauck: „Keiner verkörpert den Geist der Freiheit mehr als Joachim Gauck.“ Von den Medien wurde Gauck, der in Umfragen viel Zustimmung erfuhr, öfter als „Kandidat des Volkes“ porträtiert. Es wurde herausgestellt, dass er mit seiner Vita und seiner politischen Einstellung ebenso gut Kandidat des konservativ-liberalen Lagers hätte sein können. Tatsächlich äußerten sich auch CDU- und FDP-Politiker wie Jörg Schönbohm und Holger Zastrow positiv zum Kandidaten Gauck. Dennoch wurden ihm, da CDU/CSU und FDP mit ihrem Kandidaten Christian Wulff 644 von den 1244 Mitgliedern der Bundesversammlung stellten, nur geringe Erfolgschancen eingeräumt. Allerdings erreichte Gaucks Gegenkandidat Christian Wulff erst im dritten Wahlgang mit 625 Stimmen knapp die absolute Mehrheit, während Gauck jeweils mehr als 30 Stimmen über die 462 Sitze von SPD und Grünen hinaus erhielt. Dies wurde als „Denkzettel“ unzufriedener Abgeordneter gegenüber der CDU/CSU- bzw. FDP-Spitze interpretiert.

### Privatleben und Familie

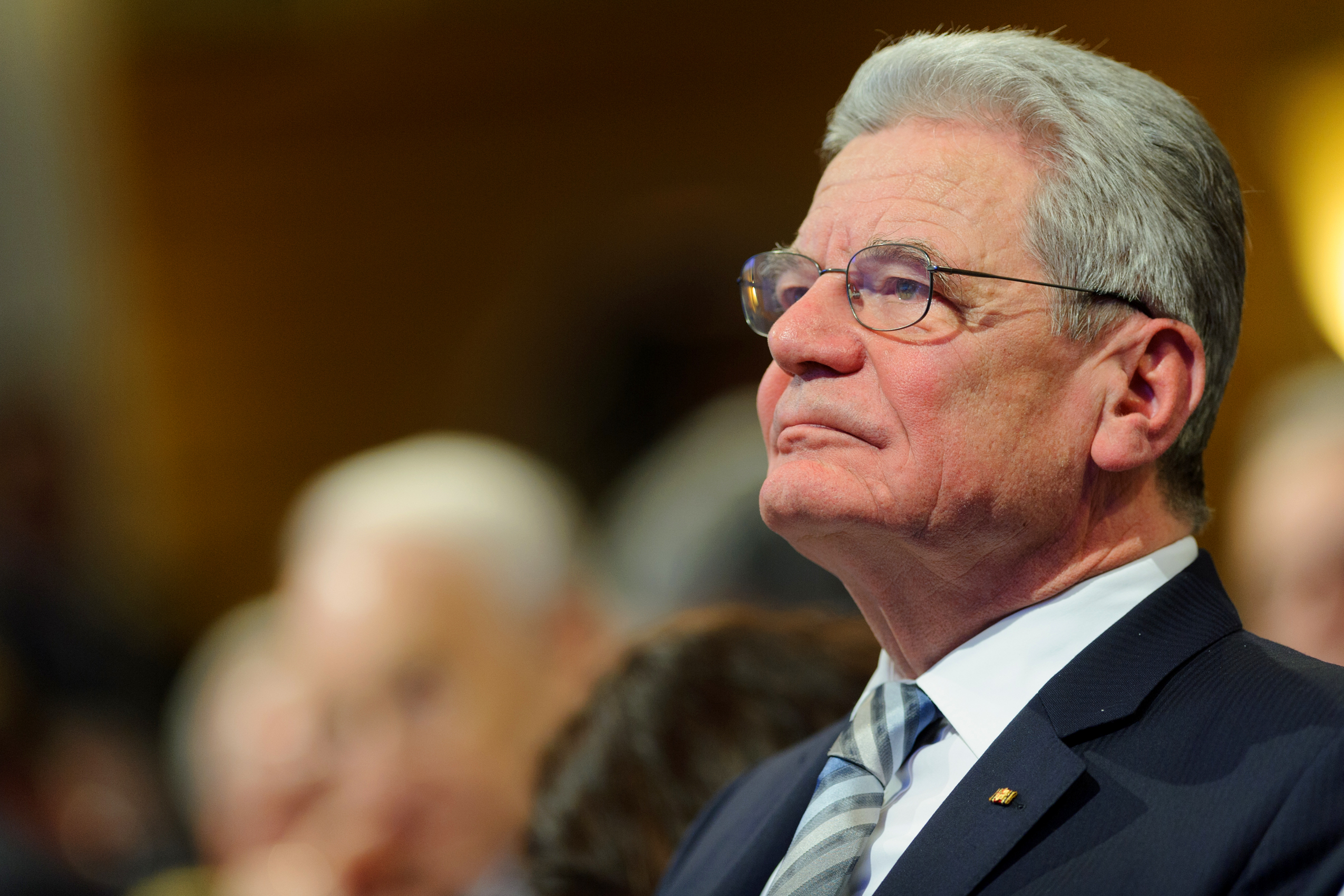
Joachim Gauck, 2014

Joachim Gauck ist seit dem 22. August 1959 mit Gerhild „Hansi“ Gauck (geb. Radtke) verheiratet und hat mit ihr vier Kinder. Diese waren in der DDR Repressionen ausgesetzt. Seinen beiden Söhnen wurde das Abitur in der Erweiterten Oberschule bzw. ein Studium versagt. Sie reisten Ende 1987 mit ihren Ehefrauen und Kindern aus der DDR in die Bundesrepublik aus. Christian Gauck studierte in Hamburg Medizin und ist dort als Arzt tätig. Die älteste Tochter reiste im Sommer 1989 nach Bremen aus.
Seit 1991 lebt Gauck von seiner Frau getrennt; die Ehe wurde nicht geschieden. Gerhild Gauck lebt in Rostock, wo sie ehrenamtlich im Café Marientreff tätig ist, einer von dem Verein Drehscheibe betriebenen Begegnungsstätte. Joachim Gaucks Lebensgefährtin war von 1990 bis 1998 die ZEIT-Journalistin Helga Hirsch. Diese ist auch jetzt noch seine Vertraute und Beraterin. Seit 2000 lebt er mit der Journalistin Daniela Schadt zusammen.
Ursprünglich beabsichtigte Gauck, auch als Bundespräsident in seiner Wohnung in Berlin-Schöneberg wohnen zu bleiben. Um Unannehmlichkeiten für seine Nachbarn durch die Sicherheitsanforderungen zu vermeiden, zogen er und Schadt im Juli 2012 in die Dienstvilla für Bundespräsidenten, die ehemalige Villa Wurmbach in der Pücklerstraße in Berlin-Dahlem.
Am 8. August 2012 wurde Gauck in der St.-Marien-Kirche durch die Verleihung des Ehrenbriefes der Hansestadt Rostock zum Ehrenbürger ernannt.

## Bundespräsidentschaft (2012 bis 2017)

### Die Wahl zum Bundespräsidenten und ihre Vorgeschichte

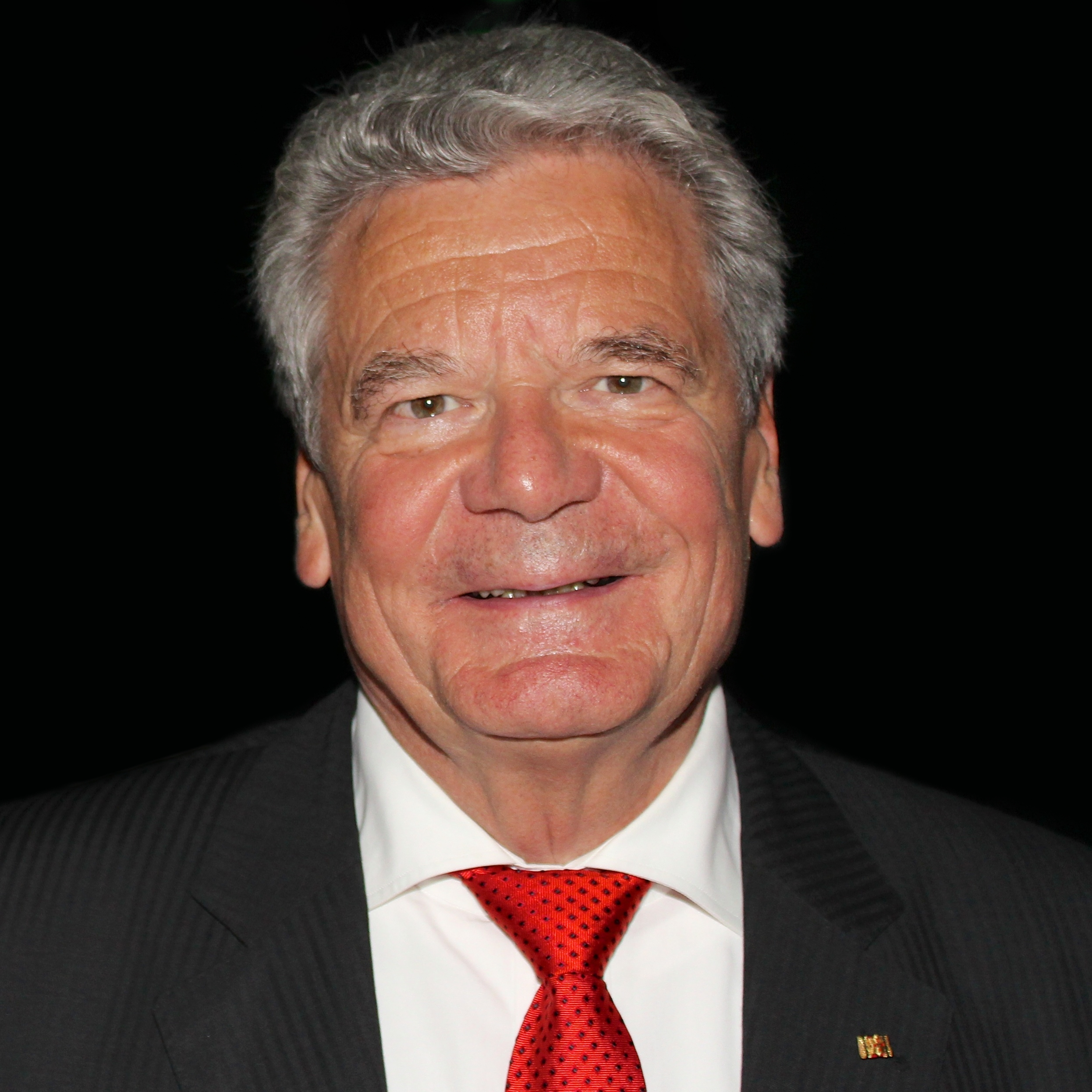
Joachim Gauck (2012)

Nach dem Rücktritt des Bundespräsidenten Christian Wulff am 17. Februar 2012 infolge der Wulff-Affäre kündigte Bundeskanzlerin Angela Merkel einen Vorschlag für dessen Nachfolge an, der auch die Zustimmung der Oppositionsparteien SPD und Grünen finden sollte; Gespräche mit der Partei Die Linke schloss sie aus. Joachim Gauck wurde zuerst wieder von der SPD und von Bündnis 90/Die Grünen als Kandidat ins Gespräch gebracht. Am 19. Februar bekam Gauck zunächst die Unterstützung der FDP, später auf ihren Druck hin auch die der Union. Am Abend trafen sich die Parteispitzen von CDU/CSU, FDP, SPD und den Grünen im Kanzleramt und präsentierten Joachim Gauck als gemeinsamen Kandidaten.
Am 20. Februar 2012 ergab eine Umfrage bei 1122 Befragten eine Zustimmung von 69 % für Gauck als Bundespräsidenten (16 % Ablehnung, Rest: keine Meinung).
Gaucks Stellungnahmen zu Sarrazin, Occupy Wall Street, Stuttgart 21, Hartz IV und Vorratsdatenspeicherung führten zu einer kurzen Kontroverse über seine Eignung für das Amt. Diese Debatte wurde insbesondere in sozialen Netzwerken im Internet geführt. Einzelne Politiker der Grünen kündigten daraufhin an, sich eine Ablehnung von Gauck vorzubehalten. Es wurde in einigen Medien die These geäußert, die Kritik reiße Gaucks Aussagen aus dem Kontext und dichte ihm Positionen an, die er nicht vertreten habe.
Am 18. März 2012 wurde Gauck von der 15. Bundesversammlung zum 11. Bundespräsidenten Deutschlands gewählt. Er erhielt 991 von 1228 gültigen Stimmen. Seine Amtszeit begann gemäß § 10 BPräsWahlG, als er nach der Verkündung des Wahlergebnisses in der Bundesversammlung dem Präsidenten des Bundestages Norbert Lammert die Annahme der Wahl erklärte.
Ab September 2012 bis zu Gaucks Amtsende war die Journalistin und Autorin Ferdos Forudastan, eine Expertin für Migrations- und Integrationsfragen, seine Sprecherin.
Am 8. September 2015 überholte Gauck als ältester amtierender Bundespräsident seinen Amtsvorgänger Theodor Heuss, den ersten Bundespräsidenten.
Am 6. Juni 2016 gab Gauck bekannt, nicht für eine zweite Amtszeit als Bundespräsident zur Verfügung zu stehen. Am 17. März 2017, einen Tag vor dem Ende seiner Amtszeit, wurde Gauck im Rahmen eines Großen Zapfenstreichs verabschiedet. Für den Zapfenstreich hatte er sich als Wunschtitel die Lieder Über sieben Brücken musst du gehn der DDR-Rockband Karat, das Volkslied Freiheit, die ich meine sowie das Kirchenlied Ein feste Burg ist unser Gott von Martin Luther ausgesucht.

### Positionierungen und Kontroversen
Anlässlich des 60-jährigen Jubiläums des Walter Eucken Instituts hielt Joachim Gauck am 16. Januar 2014 in Freiburg im Breisgau eine Ansprache und würdigte den neoliberalen Ökonomen Walter Eucken. Der Vorsitzende der Linkspartei, Bernd Riexinger, kritisierte daraufhin Gaucks Plädoyer für mehr marktwirtschaftliche Freiheit als „eine sehr parteiliche Einmischung“. Der Neoliberalismus sei in Deutschland keine Staatsräson, so Riexinger. „Das Grundgesetz schützt den Sozialstaat und nicht den Alle-gegen-Alle-Kapitalismus.“
Bei einem Staatsbesuchs in Griechenland vom 5. bis zum 7. März 2014 bat Gauck als erster Spitzenrepräsentant der Bundesrepublik Deutschland die Angehörigen der Opfer von deutschen Besatzungsverbrechen während des Zweiten Weltkriegs in Lingiades um Vergebung.
Am 27. Juni 2014 (drei Monate nach der russischen Annexion der Krim) kritisierte Gauck das Putin-Regime aus Anlass einer Ausstellungseröffnung zum hundertjährigen Jahrestag des Attentats von Sarajevo: „Der Widerstand Russlands gegen eine Annäherung der Ukraine an die Europäische Union hat uns mit Denk- und Verhaltensmustern konfrontiert, die wir auf unserem Kontinent für längst überwunden hielten. Was wir heute erleben, ist altes Denken in Macht- und Einflusssphären – bis hin zur Destabilisierung fremder Staaten und zur Annexion fremder Territorien.“
Am 1. September 2014, zum 75. Jahrestag des Ausbruchs des Zweiten Weltkrieges, hielt Gauck eine Rede in Danzig. Darin kritisierte er, Russland habe die seit dem Ende des Ost-West-Konflikts bestehende Partnerschaft mit dem Westen de facto aufgekündigt, und spielte an auf die russische Annexion der Krim und auf Moskaus Unterstützung der Separatisten in der Ostukraine: „Die Geschichte lehrt uns, dass territoriale Zugeständnisse den Appetit von Aggressoren oft nur vergrößern“, warnte der Bundespräsident. Eine Reihe renommierter Historiker kommentierte Gaucks politische Aussagen und die historischen Bezüge in der Süddeutschen Zeitung teils zustimmend, teils kritisch.
Am 23. April 2015 bezeichnete Gauck den Völkermord an den Armeniern in einer Rede als einen „Völkermord“. Das türkische Außenministerium kritisierte die Wortwahl des Bundespräsidenten. Gauck habe „kein Recht, die türkische Nation eines Verbrechens zu beschuldigen, das sie nicht begangen hat“. Das türkische Volk werde Gaucks Äußerungen „nicht vergessen und nicht vergeben“.

### Abschiedsrede als Bundespräsident
Am 18. Januar 2017 hielt Gauck zum Ende seiner Amtszeit eine Rede zu der Frage „Wie soll es aussehen, unser Land?“ In der FAZ hieß es dazu resümierend, die von Gauck angemahnte „republikanische Verteidigungsbereitschaft“ würden die deutschen Demokraten „in Zukunft noch stärker als bisher“ zeigen müssen, „im Inneren wie nach außen“.

## Politische Positionen

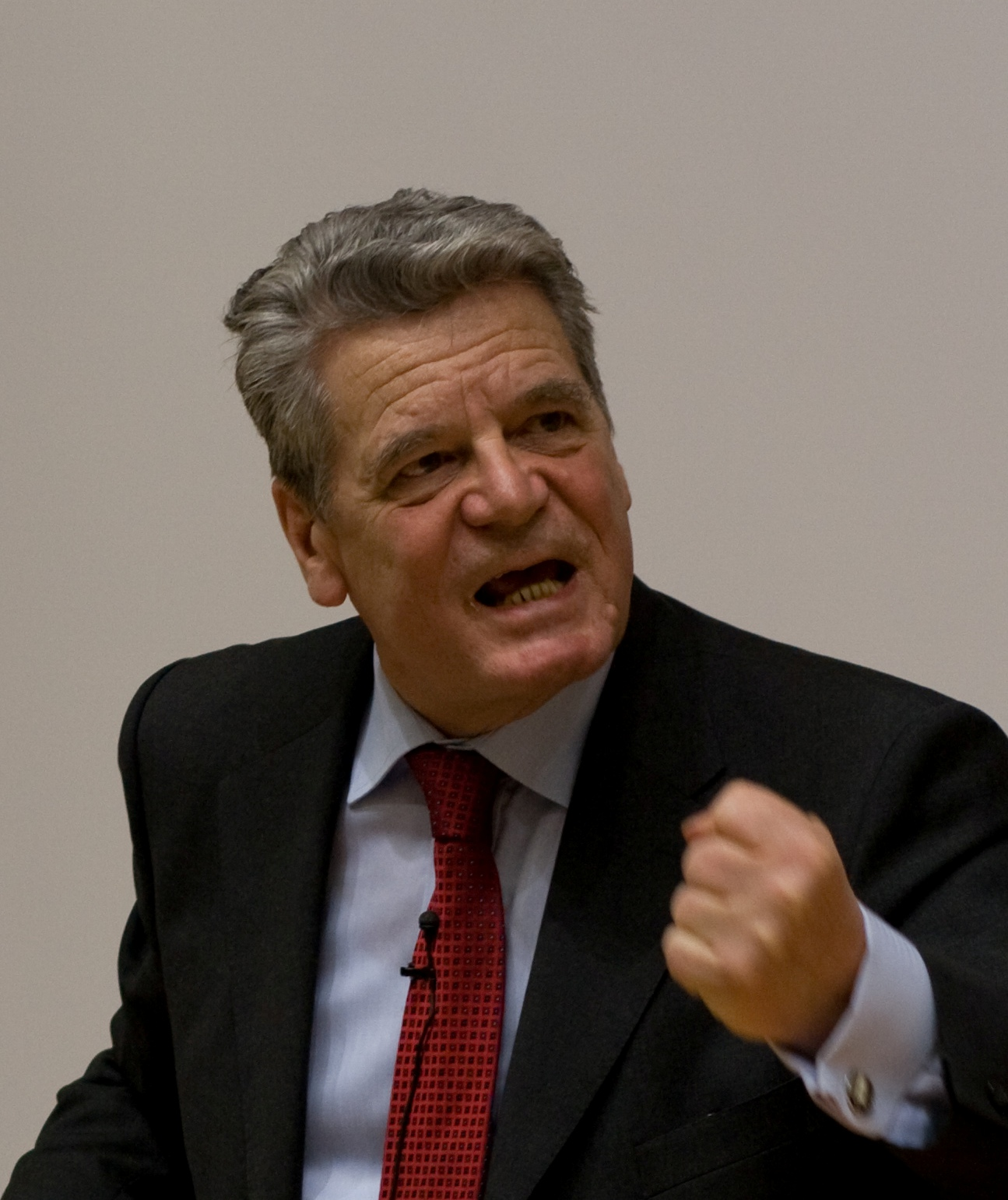
Joachim Gauck 2009

Gauck nennt sich selbst einen „linken, liberalen Konservativen“, bezeichnet sich als „aufgeklärter Patriot“ und als „Liebhaber der Freiheit“. Seinen Freiheitsbegriff orientiert er unter anderen an dem Dichter und Politiker Václav Havel sowie am Werk Die Furcht vor der Freiheit des Sozialpsychologen Erich Fromm. Die besondere Rolle des Freiheitsmotivs im eigenen politischen Denken erklärt Gauck mit den Erfahrungen in der DDR. Das gemeinsame Unterdrücktsein habe zu intensiven Erfahrungen und zu einer Gegenkultur im Glauben, in der Musik und in Gedichten geführt, die versteckte Botschaften enthielten und das Bewusstsein stärkten: „Wir behaupten einen Freiraum gegen sie. […] Zu begreifen, dass das Leben in Freiheit auf eine einfache Weise Zugang zu den wesentlichen Dingen verschafft, hat auch etwas Entzauberndes. Freiheit, normal geworden, scheint dann ganz banal.“
Als die rot-rote Koalition in Berlin 2005 „Lebenskunde, Ethik, Religion“ (LER) als Pflichtfach zusätzlich zum fakultativen Religionsunterricht an Berliner Schulen einführen wollte, unterzeichnete Gauck eine Liste, in der zum Erhalt des Religionsunterrichts als Wahlpflichtfach alternativ zu LER aufgefordert wurde. In einem 2010 veröffentlichten Interview in der Süddeutschen Zeitung nahm Gauck unter anderem Stellung zu den Themen Patriotismus und Kapitalismus, zur Integrationspolitik sowie zur Rolle der Medien in der Demokratie.

### Fürsprecher parlamentarisch-demokratischer Strukturen
Anlässlich der 25. Wiederkehr des Jahrestages der Volkskammerwahl vom 18. März 1990 bekräftigte Gauck als Bundespräsident in einem Artikel in Die Zeit sein Eintreten für Parlamentarismus und Parteiendemokratie. Zwar sei die Wahlbeteiligung von seinerzeit 93,4 Prozent der Wahlbeteiligten bei dieser ersten freien und geheimen Wahl in der DDR einzigartigen Umständen geschuldet, doch ließen sich daraus allgemeingültige Schlussfolgerungen ableiten: „Druck zur Veränderung“ führe zu erhöhter Wahlbeteiligung, wie auch die Bundestagswahl 1972 mit 91,1 Prozent Beteiligung der Wahlberechtigten gezeigt habe, als es um die neue Ostpolitik gegangen sei.
Unterdessen sei die Wahlbeteiligung im Osten Deutschlands oft geringer als im Westen, vielleicht aus Gründen der Ernüchterung und Enttäuschung über die wirtschaftlichen und sozialen Folgen der Wiedervereinigung. Dies bedeute eine Bewährungsprobe für die repräsentative Demokratie, in der es die Kommunikation zwischen Regierenden und Regierten zu stärken gelte. „Genauso, wie man Personal und andere Ressourcen einsetzt, um Sachthemen zu erforschen und in politische Projekte zu verwandeln, muss die Politik mehr Ressourcen einsetzen, um verständlich zu erklären, was sie zum Wohle der Bevölkerung im Gesamtinteresse tut.“
Von plebiszitären Elementen, erklärt Gauck, habe er sich vor 25 Jahren mehr versprochen als heute. Die partiellen Interessen einer regionalen, zahlenmäßig begrenzten Bevölkerungsgruppe könnten durch einen Volksentscheid leicht überproportionalen politischen Einfluss erlangen und müssten keineswegs automatisch mehr Legitimation aufweisen als die Entscheidungen gewählter Körperschaften. Es bedürfe der Parteien, „um Einzelphänomene mit dem großen Ganzen in Beziehung zu setzen und widerstreitende Interessen in Politik zu überführen.“ Jede demokratische Wahl habe Größe. „Denn sie verleiht eine doppelte Würde: Die Wählenden macht sie zum Souverän; und den Gewählten verleiht sie die Würde der Legitimität.“

### Bürgerbeteiligung und -proteste
Im Rückblick auf die politischen Entwicklungen des Jahres 2010 betonte Gauck in einem Gespräch mit dem Tagesspiegel die Notwendigkeit eines stärkeren politischen Engagements der Bürger. Er befürwortete Debatten über mehr plebiszitäre Elemente auf Bundesebene und über die Direktwahl des Bundespräsidenten. Im Rahmen einer Rede vor Stipendiaten des Deutschen Akademischen Austauschdiensts beklagte er eine in Deutschland herrschende „Unkultur des Verdrusses“. Die Bürgerproteste gegen das Bahnprojekt Stuttgart 21 bewertete er zunächst positiv: „Egal, wie man die Proteste über Stuttgart 21 inhaltlich bewertet, muss man sich darüber freuen, dass sich Bürger von ihren Sofas erheben und an der demokratischen Willensbildung teilnehmen.“ Im weiteren Verlauf warnte er allerdings auch vor einer Protestkultur, die lediglich „aufflammt, wenn es um den eigenen Vorgarten geht“.

### Zur Totalitarismusdebatte

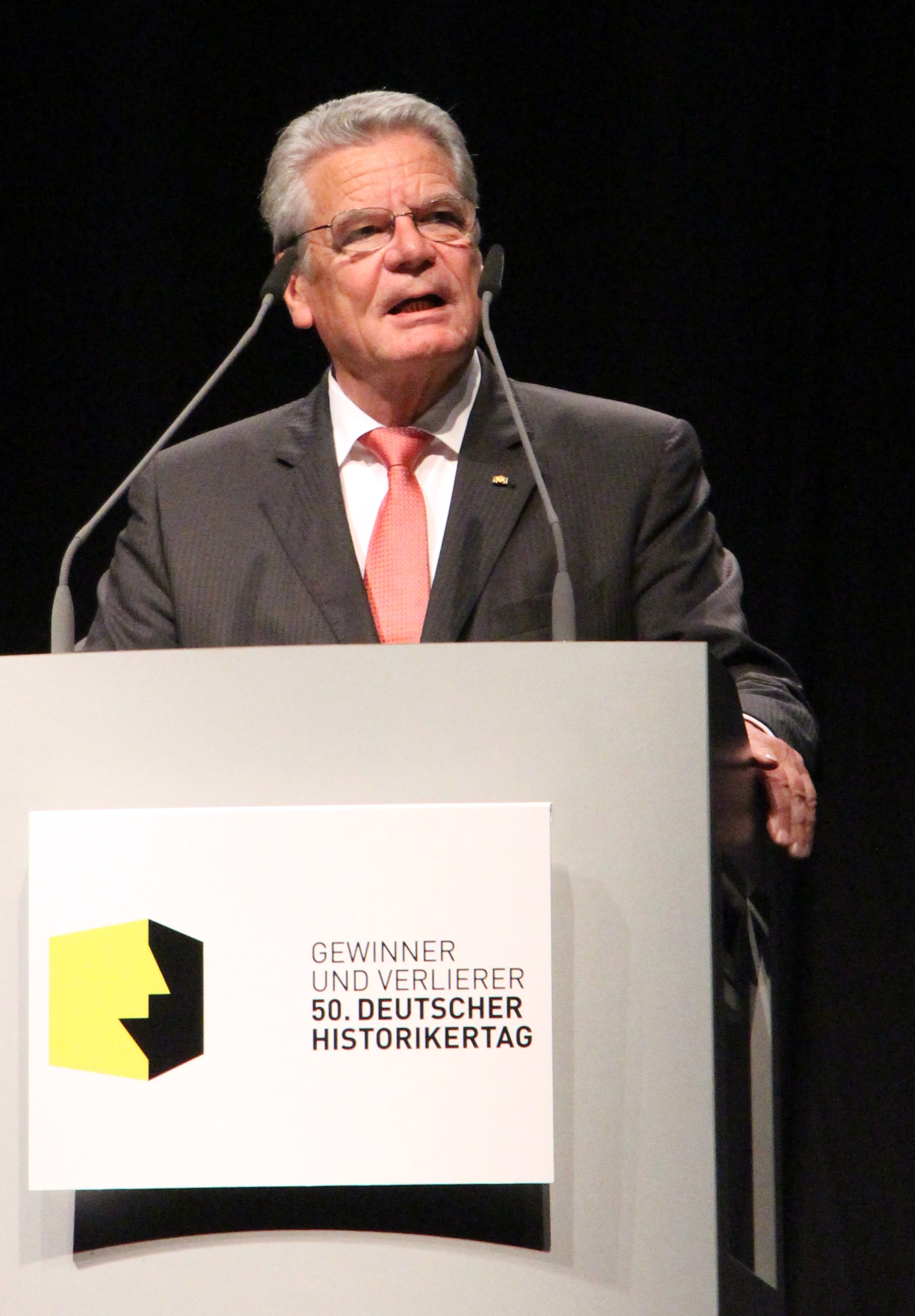
Gauck auf dem Historikertag in Göttingen, September 2014

Bei der Beurteilung von Herrschaftssystemen des 20. Jahrhunderts vertritt Gauck einen totalitarismustheoretischen Standpunkt. So schreibt er 1998 im Schwarzbuch des Kommunismus:

„Eine nüchterne Betrachtung der politischen Verhältnisse wird dennoch zu einem Urteil gelangen, das den Kommunismus ebenso als totalitär einstuft wie den Nationalsozialismus. […] Die Unterschiedlichkeit der Ideologien fällt zwar sofort ins Auge. Auch der Vergleich der Staatsformen, der Staatsorgane und des geschriebenen Rechts ergibt größere Differenzen als Übereinstimmungen. Wer jedoch die konkrete Herrschaftstechnik vergleicht, die dienstbare Rolle des Rechts und den permanenten Einsatz von Terror, der findet genauso Ähnlichkeiten wie bei der Untersuchung der Folgen staatsterroristischer Herrschaft auf die Bürger.“

Gaucks Auffassungen sind auf Kritik gestoßen. So bekräftigte der Erziehungswissenschaftler Micha Brumlik zwar, dass Nationalsozialismus und Stalinismus moralisch gleichzusetzen seien. Gaucks politische Urteilskraft sei jedoch „durch persönliche Betroffenheit verständlicherweise beeinträchtigt“, wenn er sämtliche Regime des Ostblocks vor 1989 zu Fällen von Totalitarismus erkläre. Brumlik verwies darauf, dass die politische Theoretikerin Hannah Arendt, auf die sich auch Gauck berufen hatte, ausschließlich den Stalinismus in der Sowjetunion und in deren Satellitenstaaten nach 1945, nicht aber die Nach-Stalin-Ära nach 1953 als totalitär bezeichnet habe.
In einem Interview der Wochenzeitung Die Zeit betont Gauck seinen Generalverdacht als Heranwachsender in Bezug auf die NS-Vergangenheit der Elterngeneration, sein bohrendes Interesse auch an der Rolle seines Vaters in der NS-Zeit und seine nur psychologisch erklärbare Wut darüber, „dass er so wenig verstrickt war.“ Der antifaschistischen Ausrichtung der frühen DDR spricht Gauck die Konsequenz ab und urteilt: „es war stalinistischer Terror mit nur selektivem Antifaschismus.“

### Einstellung zu einzelnen Parteien
Zur Vereinigung von Bündnis 90, dessen aktives Mitglied er war, mit den Grünen im Jahre 1993 äußerte sich Gauck im Tagesspiegel 2003 kritisch.
Eine 2007 zum Tag der Deutschen Einheit im Sächsischen Landtag von Gauck gehaltene Rede wurde durch die Fraktion der Partei Die Linke boykottiert. Im Zuge seiner Kandidatur als Bundespräsident 2010 sprach sich Gauck für die Beobachtung der Partei durch den Verfassungsschutz aus und betonte, er könne „noch immer keine Bindung der Linkspartei an das europäische Demokratieprojekt erkennen“. Gauck begrüßte die Distanzierung der SPD von der Linken im Anschluss an seine Präsidentschaftskandidatur von 2010; er erkenne bei den Radikalen der Partei Die Linke – Gauck nannte hierzu Ulla Jelpke und Sahra Wagenknecht – „viele Bezüge zu altem, bolschewistischem Gedankengut. Das sind teilweise nicht nur marxistische, sondern auch leninistische Anklänge“.
Die Erfolge der Piraten im deutschen Parteiensystem bis 2012 betrachtete Gauck als ein „sehr interessantes Phänomen“: Aus einer Befindlichkeit werde dort politisch relevante Aktion. Da wollten Leute mitmachen, indem sie sich in Parlamente wählen lassen. Das freue ihn. „Wir werden sehen, wann sie welche Antworten in den politischen Diskurs einbringen.“
Anhänger der NPD bezeichnete Gauck 2013 als „Spinner“. Nach einer Klage der NPD stellte das Bundesverfassungsgericht fest, dass das Wort bei isolierter Betrachtung zwar diffamierend sein könne, es im konkreten Fall jedoch als Sammelbegriff für Menschen benutzt worden sei, „die die Geschichte nicht verstanden haben und, unbeeindruckt von den verheerenden Folgen des Nationalsozialismus, rechtsradikale Überzeugungen vertreten“. Daher hatte die Klage der NPD gegen Gaucks Äußerung keinen Erfolg.
Anfang November 2014 kritisierte Gauck in einem Interview mit der ARD die mögliche Bildung einer rot-rot-grünen Koalition in Thüringen unter Führung von Bodo Ramelow. „Menschen, die die DDR erlebt haben und in meinem Alter sind, die müssen sich schon ganz schön anstrengen, um dies zu akzeptieren“, sagte er im Bericht aus Berlin. Politiker der Linken und der SPD warfen ihm daraufhin vor, sich in die Regierungsbildung in Thüringen einzumischen, während er von Politikern aus CDU, Grünen und FDP verteidigt wurde.

### Sozialpolitik, Agenda 2010

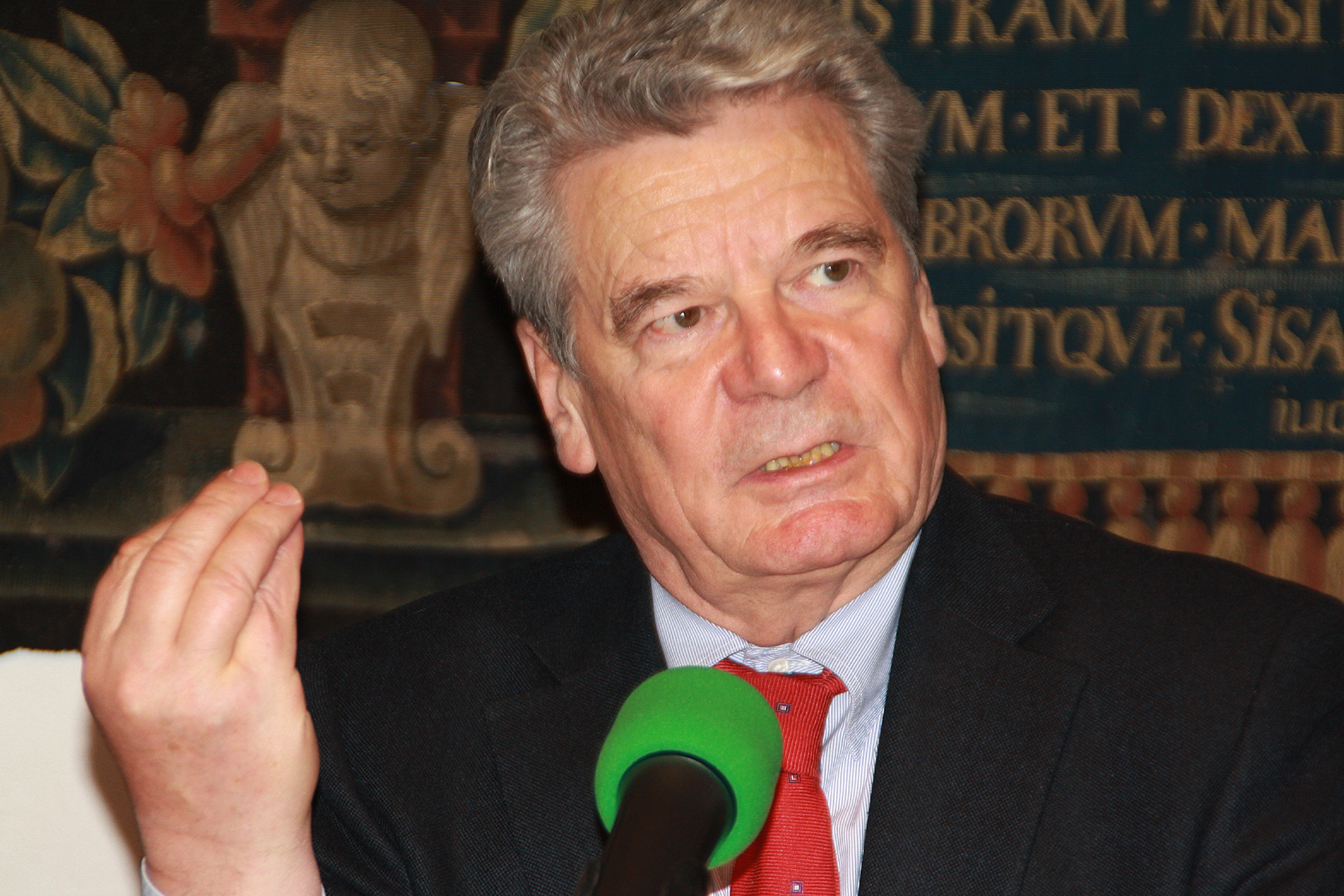
Joachim Gauck am 29. November 2010 in München

Gauck umriss 1990 den mehrheitlichen Wunsch im Neuen Forum nach einer sozial gestalteten Marktwirtschaft gemäß der Grundaussage: „Wir wollen soziale Sicherheit und der Markt soll gelten, aber er soll nicht alles bestimmen.“
2010 sagte er mit Bezug zur Sozialpolitik: „Wir stellen uns nicht gern die Frage, ob Solidarität und Fürsorglichkeit nicht auch dazu beitragen, uns erschlaffen zu lassen.“ Es würde „immer noch der Traum von der Obrigkeit geträumt, die es gut mit uns meint und in deren Obhut wir uns gefahrlos begeben können“. Gauck gilt als Unterstützer der Reformpolitik Gerhard Schröders (Agenda 2010), die er in einem Interview mit der Welt lobend erwähnte: „Als Bundeskanzler Schröder einst die Frage aufwarf, wie viel Fürsorge sich das Land noch leisten kann, da ist er ein Risiko eingegangen. […] Solche Versuche mit Mut brauchen wir heute wieder.“ In der Berliner Zeitung nannte er den Begriff Montagsdemonstration im Zeichen von Sozialprotesten gegen Hartz IV „töricht und geschichtsvergessen“. Dabei unterstützte er ausdrücklich die Wahrnehmung des Demonstrationsrechts; doch wer mit guten Gründen demonstriere, brauche dafür kein falsches Etikett. Im Juni 2010 erklärte Gauck zur Rente mit 67: „Wenn die Bevölkerung immer älter wird, müssen wir uns Gedanken über eine Beteiligung der Generationen machen.“ Für die Rente mit 67 sprächen viele gute Gründe.
Nach seiner Wahl zum Bundespräsidenten sagte Gauck, dass er nicht möchte, „dass der Sozialstaat beschädigt wird.“ Er schätze eine Sozialpolitik, die mit den gesellschaftlich Abgehängten trainiere, wieder in Arbeitsprozesse zu kommen, und „nicht nur Beruhigungsmittel“ abgebe. Zum Solidarpakt für die neuen Bundesländer äußerte er, dass Geld verstärkt an bedürftige Regionen verteilt werden sollte und nicht nur nach geografischen Kriterien. Bei seinen Reisen etwa nach Nordrhein-Westfalen habe er „Zustände gesehen, die ich aus Ostdeutschland nicht mehr kenne“.

### Vorratsdatenspeicherung, Wikileaks, Whistleblower
Hinsichtlich der Vorratsdatenspeicherung äußerte Gauck im Dezember 2010 im Wiener Burgtheater, er teile die Sorgen über die anlasslose Speicherung der elektronischen Kommunikationsdaten aller Bürger, sehe aber die Bundesrepublik nicht in der Gefahr, zu einem Spitzelstaat zu werden. Während Gaucks Äußerungen zur Vorratsdatenspeicherung insbesondere den Arbeitskreis (AK) Vorratsdatenspeicherung beunruhigten, kam von anderer Seite dafür Unterstützung. So lobte ihn etwa der Sicherheitsforscher Sandro Gaycken von der Freien Universität Berlin für seine „recht beruhigte und vernünftige Haltung“.
Die Veröffentlichung von gestohlenem Material auf der Online-Whistleblower-Plattform Wikileaks wurde von Gauck kritisiert: „Das kann ich nicht akzeptieren, dass das gefeiert wird, das ist ein elementarer Verlust von Recht.“ Wikileaks hatte 2007 unter anderem einen vertraulichen Bericht über Stasi-Mitarbeiter in der Behörde des Bundesbeauftragten für die Stasi-Unterlagen veröffentlicht.

### PRISM
Nach Bekanntwerden des US-amerikanischen Überwachungsprogramms PRISM Mitte 2013 sagte Gauck im ZDF-Sommerinterview 2013:
„Wir wollen keine Gesellschaft, bei der wir das, was so mühsam errungen ist, nämlich unsere Freiheitsrechte, in der diese ausgehöhlt werden. Und deshalb bin ich hellwach, wenn es darum geht, Gefahrenabwehr zu organisieren. Ich möchte nicht, dass meine Familie, dass irgendjemand im Land sehenden Auges einer Gefahr überlassen wird. Ich will Abwehr – aber sie muss verhältnismäßig sein.“
Zu Vergleichen der National Security Agency mit dem Ministerium für Staatssicherheit erklärte Gauck:
„Wir wissen zum Beispiel, dass es nicht so ist wie bei der Stasi und dem KGB, dass es dicke Aktenbände gibt, in denen unsere Gesprächsinhalte alle aufgeschrieben und schön abgeheftet sind […] einstweilen dulden wir – das ist nach unserem Recht auch möglich –, dass nach bestimmten Suchbegriffen dann auch gecheckt werden kann – der Verkehr über Handys. Tauchen bestimmte Begriffe auf, die Gefahren andeuten, dann ist es auch in Deutschland möglich, hier einzugreifen und Informationen zu sichern.“
Auf die Frage, ob er Verständnis oder gar Sympathie für den Prism-Enthüller Edward Snowden habe, antwortete er, er brauche dazu noch mehr Informationen. Für Snowden würde er dann Sympathie und Respekt haben, „wenn eine Regierung dabei ist, das Recht zu beugen, und derjenige, der sich aufgerufen fühlt, diese Rechtsbeugung öffentlich zu machen, […] auch bereit ist, dafür die Verantwortung zu tragen“, wogegen er für „puren Verrat“ oder für die Überschreitung von selbsteingegangenen Verpflichtungen kein Verständnis habe.

### Bundeswehr und deutscher Afghanistan-Einsatz
Bei seinem Antrittsbesuch als Bundespräsident äußerte sich Gauck im Juni 2012 vor der Führungsakademie der Bundeswehr auch allgemein zu Auslandseinsätzen deutscher Soldaten. Seine Worte stießen in Medien und politischer Öffentlichkeit teils auf Kritik. Eingedenk der diversen Vergangenheitserfahrungen mit der Organisation des Militärs in Deutschland sagte er:

„Welch ein Glück, dass es gelungen ist, nach all den Verbrechen der nationalsozialistischen Diktatur und nach den Gräueln des Krieges, in diesem Land eine solche Armee zu schaffen: eine Armee des Volkes, im besten, eigentlichen Sinne, kein Staat im Staate, keine Parteienarmee, sondern eine ‚Parlamentsarmee‘, an demokratische Werte gebunden, an Grundgesetz und Soldatengesetz; eine Armee unter Befehlsgewalt eines Zivilisten, rekrutiert aus eigenverantwortlichen Bürgern und heute auch Bürgerinnen, die zu kritischen Geistern gebildet werden in Institutionen wie dieser; eine Armee, deren Einsätze unter dem Vorbehalt der Zustimmung durch unsere Volksvertreter stehen und – wenn auch nicht genügend – öffentlich diskutiert werden. […] Wir wollen nicht behelligt werden mit dem Gedanken, dass es langfristig auch uns betreffen kann, wenn anderswo Staaten zerfallen oder Terror sich ausbreitet, wenn Menschenrechte systematisch missachtet werden. Wir denken nicht gern daran, dass es heute in unserer Mitte wieder Kriegsversehrte gibt. Menschen, die ihren Einsatz für Deutschland mit ihrer körperlichen oder seelischen Gesundheit bezahlt haben. Und dass es wieder deutsche Gefallene gibt, ist für die Gesellschaft schwer zu ertragen. […] Freiheit und Wohlergehen sehen viele als Bringschuld von Staat und Demokratie. Manche verwechseln Freiheit mit Gedankenlosigkeit, Gleichgültigkeit und Hedonismus. Andere sind sehr gut darin, ihre Rechte wahrzunehmen oder gegebenenfalls auch vehement einzufordern. Und vergessen dabei allzu gern, dass eine funktionierende Demokratie auch Einsatz erfordert, Aufmerksamkeit, Mut, und manchmal auch das Äußerste, was ein Mensch geben kann: das Leben, das eigene Leben. […] Hier, in der Bundeswehr, treffe ich auf Menschen mit der Bereitschaft, sich für etwas einzusetzen – gewissermaßen auf ‚Mut-Bürger in Uniform‘!“

2010 vertrat Gauck die Ansicht, die in Afghanistan eingesetzten deutschen Soldaten kämpften dort im Auftrag der Vereinten Nationen gegen Terroristen und leisteten zudem Gutes für die afghanische Bevölkerung. Auf Kritik aus der Partei Die Linke hin stellte er klar, dass er den Einsatz „nicht gut, aber erträglich und gerechtfertigt“ finde und warf Gegnern des Afghanistan-Einsatzes wegen der früheren Unterstützung von Befreiungskämpfen seitens der politischen Linken vor, einen taktischen, aber keinen ethischen Pazifismus zu pflegen.

### Energiepolitik
Im Oktober 2011 kritisierte Gauck die Novelle des Atomgesetzes, mit der als Reaktion auf die Reaktorkatastrophe von Fukushima eine Stilllegung aller Kraftwerke bis spätestens 2022 beschlossen – und die von der christlich-liberalen Regierungskoalition zuvor 2010 angesetzte Laufzeitverlängerung zurückgenommen wurde: Man könne derart wichtige politische Entscheidungen nicht von der Gefühlslage der Nation abhängig machen. Genau dies aber habe die Regierung unter Angela Merkel getan, weil die Angst vor der nächsten Wahlniederlage das politische Handeln geleitet habe.
Am 5. Juni 2012 warnte Gauck, dass die Energiewende nicht allein mit „planwirtschaftlichen Verordnungen“ gelingen werde, noch mit einem „Übermaß an Subventionen“; stattdessen forderte er „überzeugende Innovationen“ im Rahmen eines fairen Wettbewerbs. Dies bezog sich auf die geplante Kürzung der Solarförderung angesichts stark gefallener Modulpreise, die vom Bundesrat zunächst gestoppt und an den Vermittlungsausschuss verwiesen worden war.
Zugleich sprach er sich angesichts der globalen Erwärmung sowie anderer Umweltschäden deutlich für die Energiewende aus, für die ein verlässlicher politischer Rahmen gebraucht werde, um Schädliches zu vermeiden und Gewünschtes erreichen zu können. Marktwirtschaftliche, wachstumsfreundliche Umweltpolitik heiße für ihn, die Kosten für Umweltbelastungen und Umweltrisiken den Verursachern in Rechnung zu stellen, nicht den Steuerzahlern. Dagegen solle sich umweltfreundliche Produktion für Unternehmen im Wettbewerb auszahlen. Gauck warnte davor, die Kosten für die Umweltpolitik nachfolgenden Generationen aufzubürden, da eine solche Haltung „schlicht verantwortungslos“ wäre. Jedes Leben auf der Erde könne sich nur „im Einklang mit der Natur“ entfalten; deshalb sei langfristig nur das ökologisch Vernünftige ökonomisch sinnvoll. Anlässlich der Ernennung Peter Altmaiers zum neuen Bundesumweltminister forderte Gauck ein verbindliches, globales Klimaabkommen.

### Kapitalismusdebatte, Occupy Wall Street
In der DDR stand Gauck dem Sozialismus laut eigener Aussage zeitweise wohlwollend gegenüber, wobei er eine Nähe zu christlichen Ideen und den Versuch ausmachte, eine emanzipatorische Gesellschaft zu entwickeln. Während der Wendezeit bemängelte er dagegen, die DDR hafte an „marxistischen Dogmen“ und es gebe keine „Weiterentwicklung einer effektiven Ökonomie“. Im Namen einer Mehrheit des Neuen Forums ging Gauck davon aus, „dass es nicht eine sozialistische und eine kapitalistische Wirtschaft gibt, sondern dass es Wirtschaftsgesetze gibt, die gelten“.
Seitdem gilt Gauck als ein Befürworter der Marktwirtschaft: Wer wolle, „dass es allen gut geht, dass es eine Streuung des Eigentums gibt, Vermögensbildung in Arbeitnehmerhand“ und „ein soziales Netzwerk, was diesen Namen verdient“, muss sich nach Gaucks Überzeugung „einen sehr gut funktionierenden Kapitalismus wünschen“.
„Wer die Freiheit liebt, wird sich dahin bequemen müssen, Freiheit auch in den Wirtschaftsprozessen zu wollen“, fordert er. Die Neoliberalen und andere hätten gespürt, „dass zu dieser Freiheit in der Wirtschaft Gestaltungswille und Gestaltungselemente aus dem politischen Raum hinzutreten können, ohne aber dieses Prinzip zu vernichten.“ Einen „dumpfen unaufgeklärten Antikapitalismus“ lehnt Gauck ab, weil dessen Konzepte nicht wirkten. Gleichwohl müssten kapitalistische Wirtschaftssysteme ebenso kritisch beurteilt werden wie die verschiedenen politischen Richtungen: „Es soll und muss debattiert werden, ob konservative, liberale oder linke Vorstellungen einer sozialen Marktwirtschaft eher gerecht werden oder bessere Lösungen für künftige Krisen anbieten.“ Das System sei lernfähig und habe Vorbildcharakter, selbst die Ostdeutschen und die linken Professoren seien „darauf gekommen, dass wir keinen neuen, dritten Weg ersinnen konnten“.
Mit Skepsis begegnete er der Bewegung Occupy Wall Street. Er ging so weit, die Antikapitalismusdebatte „unsäglich albern“ zu nennen, eine träumerische romantische Vorstellung, in der man sich der Bindung von Märkten entledigen wolle im Irrtum, die eigene Entfremdung sei danach vorbei. Er fügte hinzu: „Ich habe in einem Land gelebt, in dem die Banken besetzt waren.“. Wissenschaftler wie Hubertus Buchstein und Dieter Rucht widersprachen Gaucks Einschätzung, denn es gäbe ernsthafte Fragen und reale Probleme wie die Regulierung der Banken.

### Islam in Deutschland
In einem Interview mit der ZEIT im Mai 2012 distanzierte sich Gauck von der Äußerung seines Vorgängers Wulff, der Islam gehöre zu Deutschland. Diesen Satz könne er so nicht übernehmen,

„aber seine Intention nehme ich an. Die Absicht war die, zu sagen: Leute, bitte einmal tief durchatmen und sich der Wirklichkeit öffnen. Und die Wirklichkeit ist, dass in diesem Lande viele Muslime leben.
ZEIT: Wie hätten Sie den Satz formuliert, haben Sie sich das gefragt?
Gauck: Ich hätte einfach gesagt, die Muslime, die hier leben, gehören zu Deutschland. Ich habe in meiner Antrittsrede von der Gemeinsamkeit der Verschiedenen gesprochen. Dahinter steckt eine Vorstellung von Beheimatung nicht durch Geburt, sondern der Bejahung des Ortes und der Normen, die an diesem Ort gelten. Jeder, der hierhergekommen ist und nicht nur Steuern bezahlt, sondern auch hier gerne ist, auch weil er hier Rechte und Freiheiten hat, die er dort, wo er herkommt, nicht hat, der gehört zu uns, solange er diese Grundlagen nicht negiert. Deshalb sind Ein-Satz-Formulierungen über Zugehörigkeit immer problematisch, erst recht, wenn es um so heikle Dinge geht wie Religion.“

Wulffs Äußerung hatte 2010 eine lange Debatte in Deutschland ausgelöst. Gaucks Position fand in Medien und Öffentlichkeit viel Zustimmung und wurde unter anderem auch vom Zentralrat der Muslime begrüßt.

### Sarrazin-Debatte
Gauck äußerte sich im Rahmen einer kontroversen Debatte um das Buch Deutschland schafft sich ab des ehemaligen Berliner Finanzsenators Thilo Sarrazin. Er attestierte Sarrazin „Mut“ und äußerte sich zu dessen Aussagen: „Da weist er [Sarrazin] auf ein Problem hin, das nicht ausreichend gelöst ist. Das andere sind seine biologistischen Herleitungen.“ Er urteilte über Sarrazin: „Er hat über ein Problem, das in der Gesellschaft besteht, offener gesprochen als die Politik.“ Die politische Klasse könne aus dem Bucherfolg Sarrazins lernen, dass „ihre Sprache der politischen Korrektheit bei den Menschen das Gefühl weckt, dass die wirklichen Probleme verschleiert werden sollen“. In einem Interview mit der Süddeutschen Zeitung führte er bezugnehmend auf das Buch aus, dass das Integrationsproblem nicht darin bestehe, „dass es Ausländer oder Muslime gibt – sondern es betrifft die Abgehängten dieser Gesellschaft. Darum erscheint es notwendig, und das ist meine Kritik an Sarrazin, genauer zu differenzieren und nicht mit einem einzigen biologischen Schlüssel alles erklären zu wollen. Und plötzlich wird aus einem Hype eine nüchterne Debatte.“ „Zu solchen Debatten“ gehöre „auch die populistische Übertreibung“.

### Unternehmertum
Gauck wirbt für einen verantwortungsvollen Kapitalismus (Rede vom 15. November 2012). Man dürfe nicht der Wirtschaft nur aus Angst die Freiheit nehmen. Gerade im Finanzsektor sieht Gauck weiterhin Bedarf für Veränderungen. Dafür brauche es nicht nur neue Regeln – die Menschen müssten ihre Haltung überdenken. In der aktuellen Wirtschaft seien zwei Dinge getrennt worden, die zusammengehörten: „die Freiheit, etwas zu tun, und die Verantwortung, dafür gerade zu stehen.“ Gerade Verantwortung dürfe aber kein Geschäft zu Lasten Dritter sein. Gauck sagte, er habe lange zu denen gehört, die beim Stichwort Regulierung vor allem glaubten, dass weniger mehr sei. Nun aber sage er: „Freies Unternehmertum braucht Grenzen.“ Denn er habe erkannt, dass ohne Grenzen Freiheit und Verantwortung nicht überall gleichermaßen berücksichtigt würden. Verantwortlich handeln, das hieße für ihn jetzt „aus Freiheit ein Freund von Grenzen zu sein“, denn die Wenigen, die sich die Freiheit nähmen, für nichts Verantwortung zu tragen, „zerstören die Voraussetzungen der Freiheit“. Zwar könne Grenzenlosigkeit „unerhörte Höhenflüge“ schaffen. „Aber für viele andere schafft Grenzenlosigkeit keinen Lebensraum, sondern eine Wüste.“

### „Neue Macht – Neue Verantwortung“
Am 31. Januar 2014 hielt Gauck eine Grundsatzrede mit dem Titel Deutschlands Rolle in der Welt zur Eröffnung der 50. Münchner Sicherheitskonferenz; es war das erste Mal, dass ein deutsches Staatsoberhaupt diese Aufgabe wahrnahm. Die Münchner Sicherheitskonferenz gilt als zentraler Ort des transatlantischen Meinungsaustausches. Gauck formulierte ein Plädoyer für eine fundamentale Neuausrichtung der deutschen Außen- und Sicherheitspolitik: „Die Bundesrepublik sollte sich als guter Partner früher, entschiedener und substanzieller einbringen“ – und zwar auch mit militärischen Mitteln. Die Bundesverteidigungsministerin Ursula von der Leyen und der deutsche Außenminister Frank-Walter Steinmeier schlossen sich dem an. Dieser Paradigmenwechsel von einer „Kultur der militärischen Zurückhaltung“ der Bundesrepublik bis 1990 hin zu einer „Kultur der Kriegsfähigkeit“ wurde über ein Jahr lang vorbereitet. Ende 2012 versammelten zwei Denkfabriken, die Stiftung Wissenschaft und Politik (SWP) und der German Marshall Fund (GMF), eine Gruppe von über 50 Politikern, Professoren, Vertretern des Auswärtigen Amts und anderen Ministerien sowie des Kanzleramtes, sowie zwei Redakteure der Zeit und der FAZ, um über Außenpolitik nachzudenken. Das Projekt wurde durch den Planungsstab des Auswärtigen Amtes finanziert. „Neue Macht, neue Verantwortung“ hieß im Herbst 2013 der Projektbericht. Die Projektleiterin Constanze Stelzenmüller stellte fest: „Wir haben das bewusst nicht im Wahlkampf, sondern zu den Koalitionsverhandlungen hin veröffentlicht“. Einer breiteren Öffentlichkeit präsentierte die Gauck-Rede vom Januar 2014 die wesentlichen Elemente des Projektberichtes, der faktisch als Blaupause fungierte, wobei teils sogar wortgleich Kernaussagen aus „Neue Macht – Neue Verantwortung“ übernommen wurden.
Eine eigens für den „Munich Security Report 2015“ erhobene Umfrage (in Auftrag gegeben von der Hamburger Körber-Stiftung) zeigte, dass die Bundesbürger eine „aktivere Rolle“ deutscher Außenpolitik in internationalen Krisen zunehmend ablehnten – 2014 lehnten 60 % (2015: 62 %) der Bundesbürger eine „aktivere Rolle“ ab. Nur 34 % (2014: 37 %) befürworten ein stärkeres Engagement.

### Flüchtlingspolitik seit 2015
Während der Flüchtlingskrise in Deutschland 2015/2016 äußerte sich Gauck in einer Rede zur 40. Interkulturellen Woche am 27. September 2015 tief beeindruckt von Hilfsbereitschaft und Engagement der „vielen tausend freiwilligen und hauptamtlichen Helferinnen und Helfer“ bei der humanitären Bewältigung der Herausforderungen, die durch den „Zug der Flüchtenden, der vor allem in Deutschland sein erhofftes Ziel findet“, entstanden sind. Zugleich thematisierte er verbreitete Sorgen hinsichtlich einer möglichen Überforderung in Zukunft: „Wir wollen helfen. Unser Herz ist weit. Doch unsere Möglichkeiten sind endlich.“
Neben der vorgeschriebenen Ordnung würden gegenwärtig auch Flexibilität und Fantasie gebraucht, eine kreative Haltung, „die nicht sagt, warum etwas unmöglich ist, sondern fragt, wie es möglich wird.“ Schnelles Handeln sei gefordert, um Spannungen zwischen Hinzukommenden und ansässiger Bevölkerung zu vermeiden. Die für anderweitige Nutzungen gebrauchten Turnhallen, Schwimmbäder und Grünanlagen kämen nicht auf Dauer für die Einrichtung von Notunterkünften in Frage. Die Integration der Bleibeberechtigten müsse beschleunigt werden, speziell im sprachlichen Bereich, im Arbeitsleben und im Vereinswesen.
Unter dem Eindruck der geschichtlichen Erfahrungen sei gerade Deutschland ein Land, das Zuflucht vor Krieg und Verfolgung bieten müsse. Um das unter Aufrechterhaltung der inneren Ordnung leisten zu können, sei es aber auch nötig, dass „Staaten und ein Staatenverbund wie die Europäische Union ihre äußeren Grenzen schützen.“ An die Aufgenommenen appellierte Gauck, sich einzulassen auf die deutsche Sprache, auf Nachbarn und neue Umgebung, auf ein Land des Rechts und der Freiheit, der Menschenrechte und der Gleichheit der Geschlechter. Die Mitbürger forderte er auf: „Wenn wir Probleme benennen und Schwierigkeiten aufzählen, so soll das nicht unser Mitgefühl – unser Herz – schwächen. Es soll vielmehr unseren Verstand, unsere politische Ratio aktivieren […] So werden wir bleiben, was wir geworden sind: Ein Land der Zuversicht.“
Im Rahmen seiner Rede zum 25. Jahrestag der Deutschen Einheit am 3. Oktober 2015 betonte Gauck, die Aufgabe der inneren Einheit Deutschlands stelle sich angesichts der vielen Flüchtlinge neu, „die angesichts von Kriegen, von autoritären Regimen und zerfallenden Staaten nach Europa, nach Deutschland getrieben werden.“ Dabei handle es sich um eine Herausforderung, die Generationen beschäftigen werde. Im Vergleich zu 1990 gehe es um ein komplizierteres Zusammenwachsen mit Menschen verschiedener Herkunftsländer, Religionen, Hautfarben und Kulturen. Gauck sprach die unterschiedlichen Haltungen in einzelnen Mitgliedstaaten der Europäischen Union an: „Wir werden den Zustrom von Flüchtlingen nicht verringern können – es sein denn, wir erhöhen unsere gemeinsamen Anstrengungen zur Unterstützung von Flüchtlingen in den Krisenregionen, sowie vor allem zur Bekämpfung von Fluchtursachen“. Im wiedervereinigten Deutschland zeigten sich in der Haltung gegenüber Flüchtlingen zum Teil zeitgeschichtlich bedingte Besonderheiten, die darauf zurückzuführen seien, dass die Westdeutschen sich über Jahrzehnte hätten daran gewöhnen können, zum Einwanderungsland zu werden, während die Ostdeutschen bis 1990 kaum in Kontakt mit Zuwanderern gekommen seien.
In einem Interview am 17. September 2023 empfahl Gauck angesichts der hohen Flüchtlingszahlen eine Begrenzungsstrategie, wobei er auf die dänische Migrationspolitik verwies. Es sollen Spielräume genutzt werden, auch wenn sie inhuman klängen. Deutschland brauche Zuwanderung, aber keine Zuwanderung in die Sozialsysteme.

## Aktivitäten und Stellungnahmen nach der Bundespräsidentschaft
Nach Ende seiner Amtszeit im Januar 2017 wurde Gauck von Rektorin Anja Steinbeck an die Heinrich-Heine-Universität Düsseldorf eingeladen, wo er für das Jahr 2018 die Heine-Gastprofessur annahm. Im Winter- (31. Januar) und Sommersemester (18. April 2018) hielt er jeweils einen Vortrag zum selbstgewählten Thema „Nachdenken über das Eigene und das Fremde“, am 1. Februar nahm er zudem an einer vertiefenden Podiumsdiskussion teil, moderiert von dem Journalisten Ulrich Wickert, der vor Gauck die Heine-Gastprofessur des Jahres 2016 mit drei Veranstaltungen zum Themenkomplex „Journalismus, Macht und Verantwortung“ innehatte.
Im August 2017 berichtete der Spiegel über die Kosten, welche Gauck als Altbundespräsident verursache. Allein die jährlichen Personalkosten für Büroleiter, Referenten, Sekretärin und Chauffeur betragen 385.000 Euro. Der Büroleiter sei als Ministerialdirigent in der Besoldungsgruppe B 6 eingestuft, was sonst nur altgedienten Spitzenbeamten zustehe. Als Gaucks Büroleiter im Präsidialamt habe dieser mindestens 1500 Euro pro Monat weniger erhalten. Auch allen anderen Altbundespräsidenten gewähre der Staat fünf Mitarbeiter inklusive Dienstwagen und Büro. Bei Gauck überrasche allerdings der Kostenumfang. So erhielt Gauck neun Büros im ersten Stock des Bundestagsgebäudes mit insgesamt 197 Quadratmetern. Gaucks Bürobereich wurde für 52.000 Euro umgebaut. Die Möblierung von Gaucks persönlichem Büroraum kostete 35.000 Euro.
Gelegentlich äußert sich Gauck zu politischen und gesellschaftlichen Themen. In einem Interview vom Juni 2018 beklagte er gegenüber der Bild die zum Teil mangelnde Integrationsbereitschaft von Migranten: „Ich finde es nicht hinnehmbar, wenn Menschen, die seit Jahrzehnten in Deutschland leben, sich nicht auf Deutsch unterhalten können, keine Elternabende ihrer Kinder besuchen oder diese sogar vom Unterricht oder vom Sport fernhalten.“ Gauck wandte sich gegen eine „falsche Rücksichtnahme“ aus Furcht, als Fremdenfeind zu gelten. Im Jahr 2019 sagte Gauck, dass vielen Ostdeutschen der „absolute Durchsetzungswille“ fehle. Sie hätten sich eine Wettbewerbsmentalität wie ihre Landsleute im Westen nicht auf natürlichem Wege antrainieren können.
Seit 2023 ist Gauck Mitglied des Vorstandes der Margot Friedländer Stiftung. Zudem ist er Mitglied des Club de Madrid.

### Umgang mit rechtsgerichteten politischen Kräften
Am 15. Juni 2019 forderte Gauck in einem Interview mit dem Nachrichtenmagazin Der Spiegel eine „erweiterte Toleranz in Richtung rechts“. Gauck erklärte, Toleranz fordere, „nicht jeden, der schwer konservativ ist, für eine Gefahr für die Demokratie zu halten und aus dem demokratischen Spiel am liebsten hinauszudrängen“. Man müsse „zwischen rechts – im Sinne von konservativ – und rechtsextremistisch oder rechtsradikal unterscheiden“. Eine Grenze sei dort zu ziehen, „wenn Menschen diskriminiert werden oder Recht und Gesetz missachten“. Man müsse jedoch darüber streiten, wo diese Grenze erreicht sei. Sofern das Grundgesetz nicht in Frage gestellt werde, sondern nur unangenehme Thesen geäußert würden, sei dies Ausdruck einer offenen Gesellschaft. In der Frankfurter Rundschau kritisierte Katja Thorwart, dass Gauck als ein Beispiel für seine Formulierung „schwer konservativ“ den ehemaligen Vorsitzenden der CDU/CSU-Bundestagsfraktion Alfred Dregger genannt habe, der den nationalsozialistischen Angriffskrieg gegen die Sowjetunion als nicht grundsätzlich falsch eingeordnet, sich für die Freilassung inhaftierter deutscher Kriegsverbrecher eingesetzt oder den Begriff der „Befreiung“ durch die Alliierten im Zweiten Weltkrieg als „einseitig“ markiert habe. Gauck wolle bestimmt „nur rechts von rechtsradikal unterschieden wissen“, begebe sich jedoch „auf ganz dünnes Eis“; denn wie am Beispiel Dregger deutlich werde – „die Grenzen hier sind fließend“. Für die Rhein-Neckar-Zeitung beschädigen diese Aussagen „im Nachhinein die Amtszeit Joachim Gaucks“. Unter Bezugnahme auf den zur selben Zeit geschehenen Mordfall Walter Lübcke und die einer derartigen Tat vorausgehende „Verhöhnung Andersdenkender“ schrieb sie: „Walter Lübcke würde womöglich noch leben, wenn diese Gesellschaft nicht so furchtbar tolerant wäre gegenüber Intoleranz.“
Gauck war auch weiterhin im In- und Ausland tätig, unter anderem als Repräsentant Deutschlands. Am 22. Januar 2020 hielt er in Amsterdam den Vortrag „Nie wieder Auschwitz“, in dem er seine eigenen Erfahrungen mit dem Zweiten Weltkrieg und der Shoah zitierte. Außerdem erhielt er den Annetje-Fels-Kupferschmidt-Preis vom Vorsitzenden Jacques Grishaver des Niederländischen Auschwitz-Komitees.
Im März 2024 revidierte Gauck angesichts bevorstehender Wahlerfolge der AfD seine strikte Ablehnung der Partei Die Linke und forderte die CDU dazu auf, ihren Unvereinbarkeitsbeschluss gegenüber der Linken aufzuheben, da die Mehrheit in dieser Partei die Demokratie verteidige. Zugleich distanzierte sich Gauck vom Bündnis Sahra Wagenknecht als einer „Partei von Linkspopulisten mit einem Putin-freundlichen Kurs“.

### Corona-Krise und Impfpflicht
In einem Tagesspiegel-Interview Ende Mai 2021 äußerte Gauck zur Frage nach den Wunden, die die Corona-Pandemie hinterlassen werde, die Einschätzung, dass die Vereinzelung in den Gesellschaften des Westens und die Abgrenzung zwischen verschiedenen Gruppen zunehme. Es gelte das Wir-Gefühl wieder zu stärken. Um von dem polarisierenden Denken loszukommen, sei es nötig, sich ernsthaft auch für die Argumente der anderen Seite zu öffnen. Neben der mit Zivilität auszutragenden offenen Debatte ohne Ausgrenzung und Verachtung werde auch der Kompromiss gebraucht. Toleranz gegenüber umstrittenen, unangenehmen Positionen müsse Bestandteil einer aufgeklärten Demokratie sein. Toleranz auch der AfD gegenüber gehe für ihn mit der Bekämpfung ihrer Ansichten einher. Hass und Hetze müsse mit allen rechtsstaatlichen Mitteln entgegengetreten werden. Kriterium für Verbote sei jedoch die tatsächliche Demokratiegefährdung. Das gelte auch für Querdenker und Impfgegner: „Ja, das Ausmaß an Spinnerten, die Querfront von links außen bis rechts außen und das Esoterische, das alles schreckt ab. Aber nicht alle, die dort mitlaufen, sind eine Gefahr für die Demokratie. Wir können doch nicht alle ausgrenzen, die mit der Corona-Politik unzufrieden sind.“
In einem Interview mit der ZEIT im Dezember 2021 bestätigte Gauck angesichts der aktuellen Pandemie-Lage sein Eintreten für eine allgemeine Impfpflicht gegen das Corona-Virus. Eine angemessene Form von Impfpflicht sei vorzuziehen – im Zweifel auch um den Preis einer daraus resultierenden gesellschaftlichen Spaltung –, wenn die Appelle zum Impfen wie bisher keine ausreichende Wirkung erzielten. Was die persönliche Freiheit des Einzelnen betreffe, gelte es zu unterscheiden zwischen einer Freiheit vor Unterdrückung – „eine wunderbare, schöne Form von Freiheit!“ – und jener anderen Form der Freiheit, „als freier Mensch in einem System mit anderen freien Menschen zusammenzuleben.“ Die Freiheit des Erwachsenen heiße für ihn Verantwortung. Daraus lasse sich ableiten, so Gauck, dass er beim Impfen rasch an den Punkt gekommen sei zu sagen: „Wenn es nicht genügend Bereitschaft gibt, dass erwachsene Menschen freiwillig zum Impfen gehen, dann sollte man es zur allgemeingültigen Regel erklären.“ Die Freiheit des Individuums gelange an eine Grenze, wo sie die Freiheit und Unversehrtheit anderer gefährde. „Auch dem liberalen Denken ist das Prinzip der Bezogenheit aufeinander nicht fremd.“
Auf die in Ostdeutschland besonders zahlreichen Impfgegner angesprochen, obwohl es in der DDR die Impfpflicht und „eine regelrechte Impf-Normalität“ gegeben habe, wies Gauck darauf hin, dass die Impfbereitschaft im Osten im Allgemeinen stärker war und ist als im Westen. Bei Corona jedoch „verbindet der Teil der Ostdeutschen, der mit dieser freiheitlichen Gesellschaft fremdelt, offensichtlich seinen Frust über das System mit dem Sachthema Impfen.“ Dabei handle es sich um eine tragische Folge von jahrzehntelanger politischer Ohnmacht. Viele in der DDR Aufgewachsene hätten nicht trainieren können, was in einer Zivilgesellschaft eingeübt werde: die Verantwortung für sich selbst, das freie Denken, das freie Sprechen. „Ein Konsument zu sein, muss man nicht lernen, ein Citoyen zu sein, schon.“

### Russlands Krieg in der Ukraine
Im Februar 2023 äußerte Gauck in einem Gespräch mit der Zeit die Ansicht, dass der Verteidigungskampf der Ukraine mit weiteren Lieferungen von Militärgerät massiv gestärkt werden müsse. Er beobachte, wie einige Intellektuelle beim Nachdenken über die Weitergabe neuer Waffensysteme an die Ukraine rote Linien im Interesse Putins zögen. Das liefe auf Selbstentmächtigung hinaus und passe zu einem Denken, das Unheil durch Wohlverhalten gegenüber dem Aggressor abzuwenden suche. Dabei habe der Kalte Krieg gelehrt, dass die Erfolge der westlichen Entspannungspolitik auf einer Position der Stärke beruhten, bei der die Bundesrepublik „gut gerüstet und Teil eines abschreckungsfähigen Bündnisses war“. Hinsichtlich der Forderungen nach Friedensverhandlungen sehe auch er die Deutschen in der Verantwortung, die Möglichkeiten immerfort auszuloten. Man brauche aber zum Reden einen dialogwilligen Partner, stehe gegenwärtig jedoch nicht Gorbatschow gegenüber, sondern jemandem, „der von den Machttechniken des Kommunismus geprägt ist, nun aber eine neoimperialistische Politik verfolgt“.
Auf seine Äußerung nach der Annexion der Krim durch Russland 2014 angesprochen: „Die Geschichte lehrt uns, dass territoriale Zugeständnisse den Appetit von Aggressoren oft nur vergrößern“, erwiderte Gauck, dass man damals das Kommende habe sehen können, aber nicht habe sehen wollen. „Es gab schöne Aussichten auf mächtig gute Geschäfte.“ Auch die Bundeskanzlerin Angela Merkel sei wohl weniger durch Putin als durch die deutsche Wirtschaft davon überzeugt worden, „die Politik zu machen, die sie diesbezüglich machte“. Wichtig sei es nun aber, aus den gemachten Fehlern zu lernen, beispielsweise hinsichtlich Nord Stream 2. Seinerzeit habe man sich für eine Politik schwacher Sanktionen und für Wohlstandssicherung entschieden.
Im März 2024 befürwortete Gauck in der Taurus-Kontroverse mit Blick auf die militärische Lage der Ukraine im Verteidigungskrieg gegen Russland die Lieferung deutscher Taurus-Marschflugkörper an die Ukraine und warnte davor, sich von russischen Drohungen einschüchtern zu lassen.

## Werk

### Veröffentlichungen (Auswahl)
- 1991: Die Stasi-Akten. Das unheimliche Erbe der DDR. (rororo 13016). Rowohlt, Reinbek bei Hamburg 1991, ISBN 3-499-13016-5.
- 1992: Von der Würde der Unterdrückten. 1992 (Aufsatz).
- 1993: Verlust und Übermut. Ein Kapitel über den Untertan als Bewohner der Moderne. 1993 (Aufsatz).
- 1994: Das Erbe der Stasi-Akten. In: German Studies Review 17. Totalitäre Herrschaft – totalitäres Erbe. 1994, S. 187–198, JSTOR:40575005.
- 1995: „Ich habe eine Wahl!“ Diktaturerinnerung in der Demokratie. In: Ilko-Sascha Kowalczuk, Ulrike Poppe & Rainer Eckert (Hrsg.): Zwischen Selbstbehauptung und Anpassung. Formen des Widerstandes und der Opposition in der DDR. Ch. Links, Berlin 1995, ISBN 3-86153-097-X.
- 1997: Verfassungsverständnis in Ostdeutschland. In: Stephan Detjen (Hrsg.): In bester Verfassung?! 50 Jahre Grundgesetz. Begleitband zur Wanderausstellung der Bundeszentrale für politische Bildung und der Bundesrechtsanwaltskammer. O. Schmidt, Köln 1999, ISBN 3-504-10003-6, S. 213–217.
- 1998: Mit Ehrhart Neubert: Die Aufarbeitung des Sozialismus in der DDR. In: Das Schwarzbuch des Kommunismus – Unterdrückung, Verbrechen und Terror. Piper Verlag (deutschsprachige Ausgabe), München 2004, ISBN 3-492-04053-5.
- 2002: Mentalität und Mentalitätswandel in posttotalitären Gesellschaften. Die Situation der Deutschen nach 1945 und 1989. In: Ibrahim Özkan, Annette Streeck-Fischer, Ulrich Sachsse (Hrsg.): Trauma und Gesellschaft. Vergangenheit in der Gegenwart. 1. Auflage. Vandenhoeck & Ruprecht,, Göttingen 2002, ISBN 3-525-45893-2, S. 12–33.
- 2007: Diktaturerfahrungen der Deutschen im 20. Jahrhundert und was wir daraus lernen können. In: Schriftenreihe zu Grundlagen, Zielen und Ergebnissen der parlamentarischen Arbeit der CDU-Fraktion des Sächsischen Landtages. Band 42. Dresden 2007.
- 2009: Winter im Sommer – Frühling im Herbst: Erinnerungen. Siedler Verlag, München 2009, ISBN 978-3-88680-935-6.
- 2009: Die Flucht der Insassen. Freiheit als Risiko. In: Weichenstellungen in die Zukunft. Konrad-Adenauer-Stiftung, Sankt Augustin/Berlin 2009, ISBN 978-3-941904-20-0.
- 2010: Gerechtigkeit, Versöhnung und Strafe als gesellschaftliche und politische Herausforderungen. In: Michael Bongardt (Hrsg.): Versöhnung, Strafe und Gerechtigkeit: das schwere Erbe von Unrechts-Staaten. Göttingen 2010, ISBN 978-3-7675-7132-7, S. 17–28 (Kontexte; 40).
- 2012: Freiheit. Ein Plädoyer. Kösel, München 2012, ISBN 978-3-466-37032-0.
- 2014: Mehr Bürgergesellschaft wagen. Über repräsentative Demokratie, Bürgersinn und die Notwendigkeit des Erinnerns. Stiftung Bundespräsident-Theodor-Heuss-Haus, Stuttgart 2014, ISBN 978-3-942302-06-7.
- 2019: mit Helga Hirsch: Toleranz: einfach schwer. Herder, Freiburg 2019, ISBN 978-3-451-38324-3.[195]
- 2023: mit Helga Hirsch: Erschütterungen – Was unsere Demokratie von außen und innen bedroht, Siedler Verlag, München 2023, ISBN 978-3-8275-0181-3

### Vorträge (Auswahl)
- 19. Juli 1996: Unterwerfung, Anpassung, Widerstand – Anmerkungen zum Leben unter totalitärer Herrschaft – Festvortrag im Otto-Braun-Saal der Staatsbibliothek Preußischer Kulturbesitz, Berlin (PDF; 89 kB)
- 9. November 1999: Rede zum 10. Jahrestag des Mauerfalls – Sonderveranstaltung im Deutschen Bundestag (DOC; 29 kB)
- 28. März 2006: Welche Erinnerungen braucht Europa?, Stiftungsvortrag der Robert Bosch Stiftung im Rahmen der Vortragsreihe „Europa bauen, den Wandel gestalten“ in Stuttgart (PDF; 2,9 MB)
- 21. April 2009: 3. Berliner Rede zur Freiheit am Brandenburger Tor (Video; 1:07:43)
- 10. Oktober 2010: Laudatio zur Verleihung des Friedenspreis des Deutschen Buchhandels an David Grossman[196]
- 2010 Vortrag: Unrechtsstaat DDR: Willkür, Gewalt, Macht. In: Unrechtsstaat DDR: Willkür, Macht, Gewalt; 21. Bautzen-Forum der Friedrich-Ebert-Stiftung, Büro Leipzig, 6. und 7. Mai 2010, Dokumentation. Friedrich-Ebert-Stiftung, Büro Leipzig, 2010, S. 23–38.
- Grundsatzrede, Deutsches Theater, Berlin, 22. Juni 2010[197]
- 2011: Joachim Gauck: Freiheit, Verantwortung, Gemeinsinn – Herausforderungen an Bürger, Staat und Politik (Info und Video (Memento vom 20. Juni 2011 im Internet Archive))
- 2011: Festredner der Salzburger Festspiele: „Es gilt das gesprochene Wort!“[198]
- 19. September 2011: Laudatio bei der Verleihung des Menschenrechtspreis 2011 der Friedrich-Ebert-Stiftung an den tunesischen Blogger Slim Amamou und den ägyptischen Blogger Khaled Said (posthum)
- 18. März 2012: Rede vor der Bundesversammlung (Text und Video)
- 23. März 2012: Rede nach der Vereidigung als Bundespräsident im Deutschen Bundestag (Text und Video)
- 22. Februar 2013: „Bellevue Forum“, Rede zu Perspektiven der europäischen Idee (Text)[199][200][201][202][203][204][205]
- 20. Juli 2013: Ansprache beim Feierlichen Gelöbnis von Soldatinnen und Soldaten der Bundeswehr am Jahrestag des Attentats vom 20. Juli 1944 (Text)
- 4. September 2013: Rede in Oradour-sur-Glane (Text). Während eines Staatsbesuchs in Frankreich hielt Gauck diese Rede und blickte dabei zurück auf das Massaker von Oradour.
- 3. Oktober 2013: „Festakt zum Tag der Deutschen Einheit“ (Text). Gauck nennt und beschreibt drei große Herausforderungen: demographischer Wandel, digitale Revolution und die Rolle Deutschlands in der Welt.

## Auszeichnungen (Auswahl)

### Staatliche Orden
| Verdienstkreuz 1. Klasse des Verdienstordens der Bundesrepublik Deutschland erhalten 1995                                                                        |
| Großes Verdienstkreuz mit Stern des Verdienstordens der Bundesrepublik Deutschland, erhalten 2000                                                                |
| Orden des Marienland-Kreuzes IV. Klasse, erhalten 2005 |
| Sonderstufe des Großkreuzes des Verdienstordens der Bundesrepublik Deutschland, angelegt als Amtsinsigne im Schloss Bellevue zum Amtsantritt als Bundespräsident |
| Großkreuz des Ordens des heiligen Karl, erhalten 2012 |
| Sonnenorden – höchste Auszeichnung des afghanischen Staates für das Engagement Deutschlands in Afghanistan, erhalten 2012                                        |
| Großkreuz mit Großer Ordenskette des Verdienstordens der Italienischen Republik, erhalten 2013                                                                   |
| Collane des Ordens des Marienland-Kreuzes, erhalten 2013 |
| Collane des Falkenordens, erhalten 2013 |
| Collane des Ordens Vytautas des Großen, erhalten 2013 (Dekret: 1K-1511)                                                                                          |
| Großkreuz der Ehrenlegion, erhalten 2013 |
| Großkreuz des Sankt-Olav-Ordens, erhalten 2014 |
| Collane des Ordens des Weißen Löwen, erhalten 2014 |
| Collane des Ordens El Sol del Perú, erhalten 2015 |
| Großkreuz (ehrenhalber) des Order of the Bath, erhalten 2015 |
| Orden Stara Planina, erhalten 2016 |
| Großkreuz des Leopoldsorden, erhalten 2016 |
| Ritter des Königlichen Seraphinenordens, erhalten 2016 |
| Großkreuz des Ordens vom Niederländischen Löwen, erhalten 2017                                                                                                   |

### Preise und Ehrungen

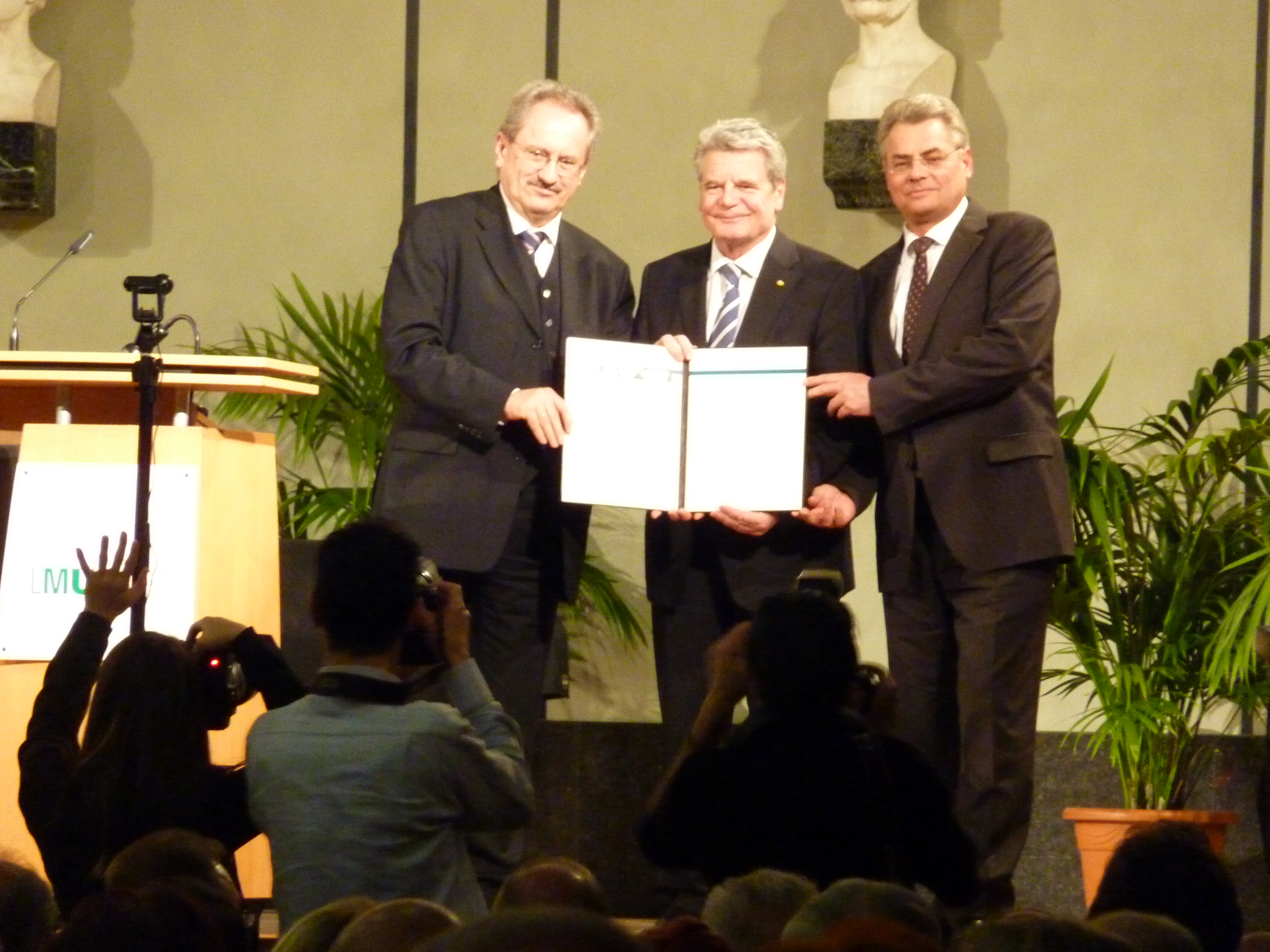
Gauck bei der Verleihung des Geschwister-Scholl-Preises (2010)

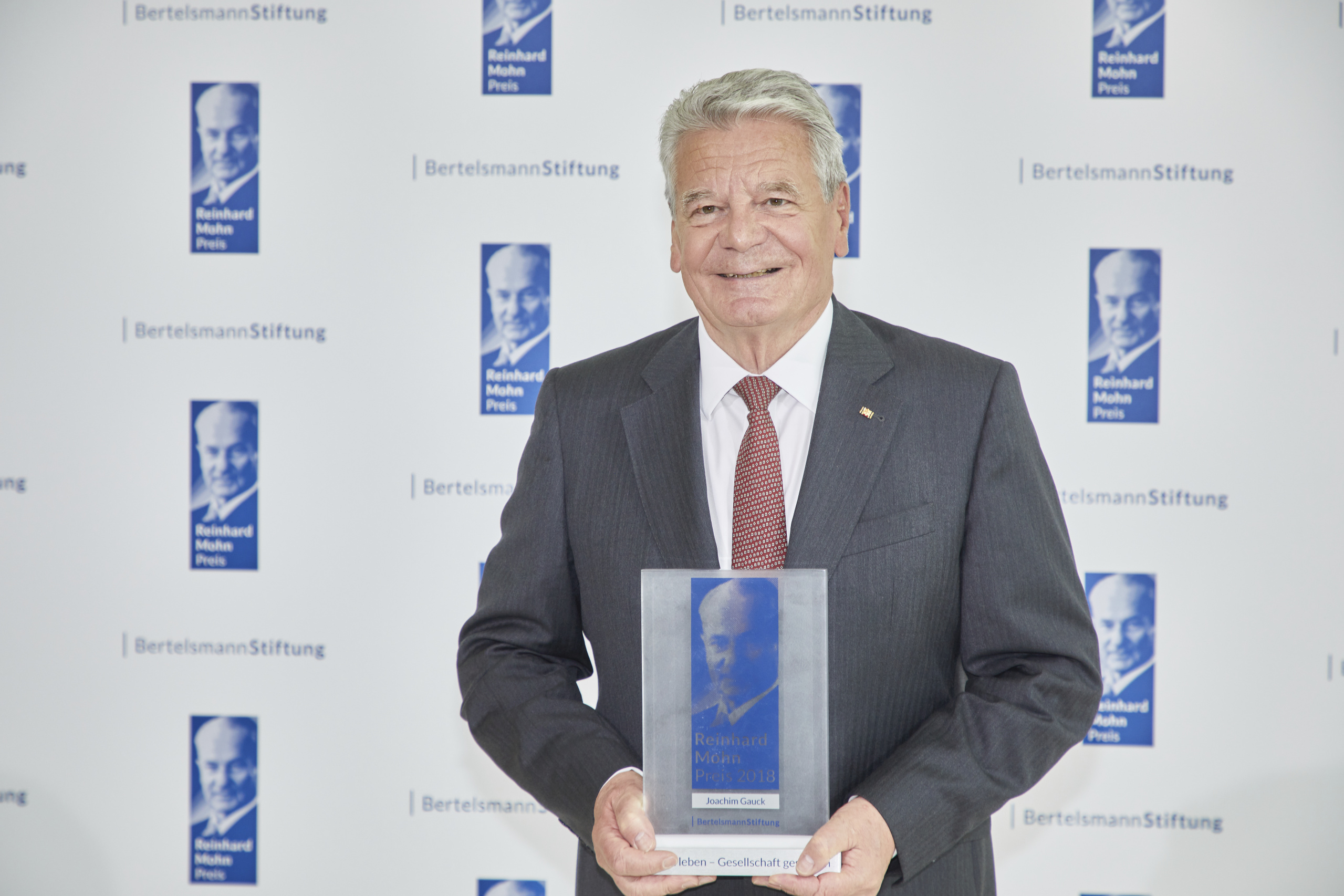
Gauck bei der Verleihung des Reinhard-Mohn-Preises (2018)

Ehrendoktorwürden wurden ihm unter anderem 1999 von der Theologischen Fakultät der Universität Rostock, 2001 von der Philosophischen Fakultät der Universität Jena, 2005 von der Philosophisch-Sozialwissenschaftlichen Fakultät der Universität Augsburg, 2015 von der National University of Ireland in Galway und der Hebräischen Universität Jerusalem verliehen sowie 2017 von der Pariser Sorbonne, der Académie française, der Universität Maastricht, der Universität Münster sowie 2018 von der Christian-Albrechts-Universität zu Kiel.
- 1991: Theodor-Heuss-Medaille, stellvertretend für „Die friedlichen Demonstranten des Herbstes 1989 in der damaligen DDR“
- 1996: Hermann-Ehlers-Preis[217]
- 1997: Hannah-Arendt-Preis zusammen mit Freimut Duve[218]
- 1999: Imre-Nagy-Gedenkplakette in Budapest.
- 1999–2000: Gastprofessur der Universität zu Lübeck
- 2000: Dolf-Sternberger-Preis[219]
- 2000: Wartburgpreis in Eisenach
- 2000: Cicero-Rednerpreis (Kategorie Politik) für Förderung der Redekultur verliehen[220]
- 2001: Erich-Kästner-Preis[221]
- 2002: Wittenberg Award des amerikanischen Lutherinstituts, Washington, D.C.[222]
- 2002: Goldenes Lot, eine Ehrung des Verbandes Deutscher Vermessungsingenieure[223]
- 2003: Courage-Preis der niedersächsischen Stadt Bad Iburg (Landkreis Osnabrück)
- 2005: Heinz Herbert Karry-Preis, Frankfurt am Main
- 2008: Thomas-Dehler-Preis in München[224]
- 2010: „Goldene Henne“ im Berliner Friedrichstadt-Palast
- 2010: Geschwister-Scholl-Preis München für sein Werk Winter im Sommer – Frühling im Herbst
- 2010: „Ehrenvictoria“, Preis des Verbandes Deutscher Zeitschriftenverleger[225]
- 2010: Der Internationale Deutsche PR-Preis[226]
- 2011: Ludwig-Börne-Preis[227][228]
- 2011: Hambacher Preis[229]
- 2011: „Schärfste Klinge“, Ehrenpreis der Stadt Solingen[230]
- 2012: Ehrenbürger seiner Geburtsstadt Rostock[231]
- 2012: Schirmherr des Volksbundes Deutsche Kriegsgräberfürsorge[232]
- 2014: Ehrenbürger von Berlin[233]
- 2014: Leo-Baeck-Medaille[234]
- 2017: Ewald-von-Kleist-Preis[235]
- 2017: Dr.-Leopold-Lucas-Preis[236]
- 2017: Open Society Prize der Central European University[237]
- 2017: Ukrainischer Orden der Freiheit[238]
- 2017: Bambi 2017 Kategorie Millennium
- 2017: Preis für Verständigung und Toleranz[239]
- 2018: Internationaler Preis der Friedrich-August-von-Hayek-Stiftung[240]
- 2018: Reinhard-Mohn-Preis[241]
- 2018: Gastprofessur der Heinrich-Heine-Universität Düsseldorf
- 2018: Internationaler Preis der Friedrich-August-von-Hayek-Stiftung[242]
- 2018: Gilel-Storch-Preis[243]
- 2018: Carlo-Schmid-Preis[244]
- 2018: Winfried-Preis der Stadt Fulda[245]
- 2018: Simon-Snopkowski-Preis[246]
- 2018: Verleihung der Mercator-Professur der Universität Duisburg-Essen[247]
- 2018: Europäischer Handwerkspreis[248]
- 2018: Freiheitspreis der Friedrich-Naumann-Stiftung für die Freiheit[249]
- 2018: Wilhelm-Leuschner-Medaille des Landes Hessen[250][251]
- 2019:  Karl IV.-Preis[252]
- 2019: Max-Imdahl-Gastprofessur an der Ruhr-Universität Bochum[253]
- 2019: Inhaber der 21. Johannes Gutenberg-Stiftungsprofessur für das Sommersemester 2020[254]; aufgrund der COVID-19-Pandemie auf das Sommersemester 2021 verlegt[255]
- 2019: Ehrenplakette des Bundes der Vertriebenen
- 2019: Jan Nowak-Jeziorański-Preis[256]
- 2019: Truman-Reagan Medal of Freedom[257]
- 2020: Ehrenpreis des Deutschen Nachhaltigkeitspreises[258]
- 2020: Bayerische Verfassungsmedaille in Gold[259]
- 2021: Internationaler Adalbert-Preis für Frieden, Freiheit und Zusammenarbeit in Europa der Adalbert-Stiftung[260]
- 2021: Franz-Werfel-Menschenrechtspreis[261]
- 2022: Hambacher Freiheitspreis 1832[262]
- 2022: Point-Alpha-Preis[263]
- 2024: Demokratiepreis des Landes Schleswig-Holstein[264]
- 2024: Shepard Stone Award des Aspen Institutes Deutschland[265]
- 2024: Benediktpreis von Mönchengladbach[266]
- 2024: LutherRose der Internationalen Martin Luther Stiftung[267]
- 2025: Freiheitspreis der Medien des Ludwig-Erhard-Gipfels[268]